# 拜仁慕尼黑足球俱乐部
拜仁慕尼黑足球俱乐部注册协会（德語：Fußball-Club Bayern München eingetragener Verein）简称拜仁慕尼黑或拜仁，是一家设于德國巴伐利亚州（拜仁州）首府慕尼黑的体育俱乐部。其最为人所熟知的下属部门是参加德国足球甲级联赛，即是德國足球聯賽系統的顶级赛事的职业足球队，这也是德国足球史上最成功的俱乐部，赢得超過30次德甲冠軍及20次德国杯冠军。
拜仁慕尼黑最早由弗朗茨·约翰率领11名足球运动员在1900年创立。尽管曾在1932年赢得首次德国足球冠军，但俱乐部却并非德国足球甲级联赛于1963年成立之初的创始成员。其最强大的时期是1970年代中期，在弗朗茨·贝肯鲍尔的带领下，曾连续3次（1974年-1976年）夺得欧洲冠军杯。整体而言，拜仁慕尼黑已11次进入欧洲冠军联赛及其前身欧洲冠军杯的决赛，最近一次是在2020年，并夺得俱乐部历史上的第六座欧洲冠军奖杯。此外，拜仁慕尼黑也曾获得过欧洲联盟杯、欧洲优胜者杯、世俱杯和2次洲际杯冠军，使其成为欧洲最为成功的足球俱乐部之一。
自2005-06赛季初期以来，拜仁慕尼黑离开原已使用了33年的慕尼黑奥林匹克体育场，迁入新的主场慕尼黑安联球场。球队的主色调为红色及白色，队徽核心的蓝白格子则源自巴伐利亚州旗的颜色及样式。以收入计算，拜仁慕尼黑是德国最大的体育俱乐部和全球第五大足球俱乐部，其于2023-24赛季创造的总收入为7.645亿欧元。拜仁慕尼黑还是一家采取会员制的俱乐部，截至2023年共有约300,000名付费会员。此外在经俱乐部官方认证的逾4,557个球迷组织中也有超过362,446名成员。俱乐部除足球外亦设其它部门，在诸如国际象棋、手球、篮球、体操、保龄球、乒乓球、和大龄足球等项目中有1,100多位活跃会员。
截至2024-25赛季末，拜仁慕尼黑在欧洲足联积分排名中位列第三。

## 历史

### 成立初期（1900年-1965年）

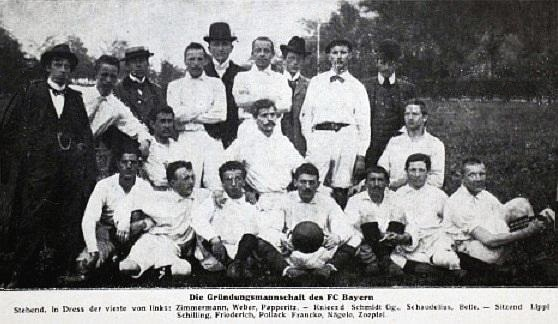
1900年時的拜仁

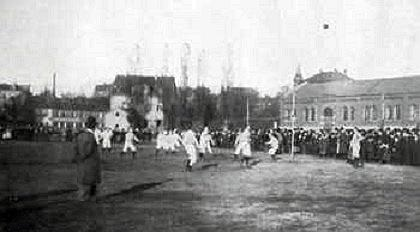
拜仁在1901年的首场比赛对阵纽伦堡

拜仁慕尼黑在成立之前曾是慕尼黑男子体操俱乐部的足球部门。1900年2月27日，该俱乐部召开全体会议否决了足球部希望加入德国足球协会的请求，足球部的11名球员随即退出会议，并于当晚在弗朗茨·约翰的带领下创立了拜仁慕尼黑足球俱乐部。在短短的几个月内，拜仁便以大比分战胜了所有本地竞争对手，一举杀入了1900-01赛季的南德足球锦标赛半决赛。在接下来的几年中，拜仁获得了多个当地联赛的冠军奖杯，并在1910-11赛季加入了新成立的县级联赛，这也是巴伐利亚州的首个区域性联赛。拜仁获得了联赛创办初年的冠军，但却无法再度夺冠，直至1914年第一次世界大战开始后，德国停止了所有足球活动。
一战结束后的几年中，拜仁慕尼黑获得了几个区域性的赛事冠军。1926年，球队夺得了历史上第一个南德冠军，两年后，他们再次复制了这一成就。1932年，拜仁首次在国家级赛事中登顶，当时的教练理查德·科恩率队以2:0击败法兰克福而获得了德国足球冠军。
随着纳粹主义在1930年代的抬头，使得拜仁慕尼黑的发展戛然而止。俱乐部主席及主教练因为犹太人的身份而被迫离开德国，队内的许多球员也遭到清除。拜仁被嘲讽为“犹太人的俱乐部”，其半职业化的模式也遭到制裁，球员不得不再次成为全业余运动员。在接下来的几年中，拜仁已无法继续参与全国冠军的竞争，在当地联赛中也仅仅排名中游。
第二次世界大战结束后，德国的顶级联赛被分为5个区域进行，拜仁成为其中南部高级联赛中的一员。战后的新开端非常困难，拜仁从1945年至1963年共聘用和解雇了13位主教练，但球队的成绩始终未见起色。1954-55赛季，拜仁不幸降级，但仅仅在一个赛季以后，球队便重返南部高级联赛，并且获得了球队历史上的第一次德国杯冠军，在决赛中，他们以1:0击败了杜塞尔多夫。1950年代末，拜仁陷入严重的财政危机，濒临破产。来自诺伊斯的企业家、同时也是拜仁的狂热球迷罗兰·恩德勒（Roland Endler）在此时出手相助，为俱乐部注入了必要的资金，作为回报，恩德勒也获得了4年的俱乐部掌控权。1963年，德国的5个高级联赛被整合为一个全新的德国足球甲级联赛（德甲），其中南部高级联赛将会有5支球队入围。拜仁在那一年获得南部第3，冠军则被另一支来自慕尼黑的球队慕尼黑1860所夺得。1963年5月11日，德国足协通知拜仁，他们无法获得新赛季德甲的参赛资格，因为足协不希望同一座城市出现两支德甲俱乐部。拜仁就此错过了成为德甲创始成员的机会，他们是在两年后才依靠由年轻的天才球员弗朗茨·贝肯鲍尔、盖德·穆勒以及塞普·迈耶组成的中轴阵容于1965年成功晋级德甲。

### 黄金时期（1965年-1979年）

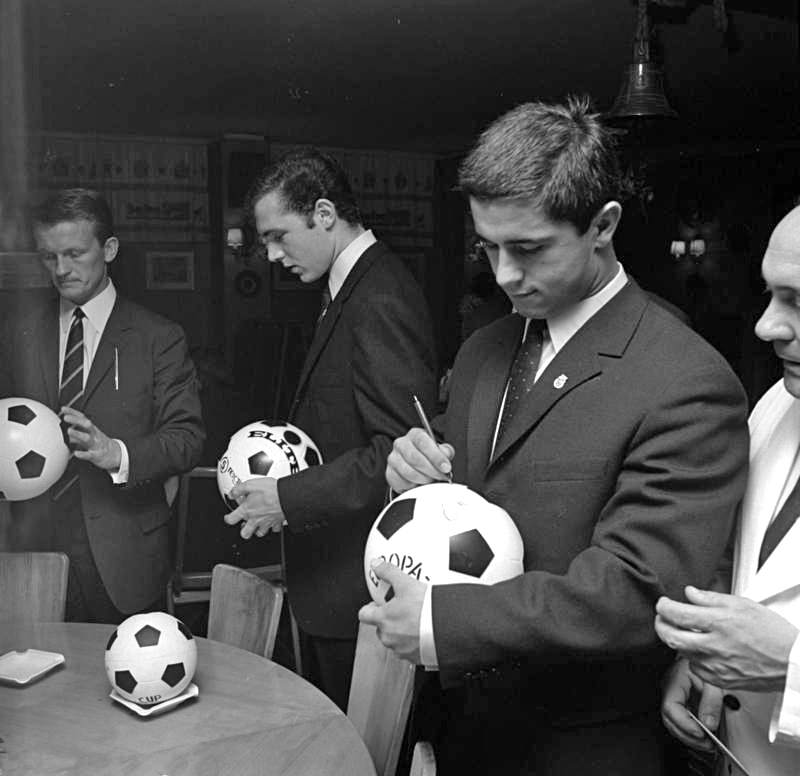
塞普·迈耶（左二）和弗朗茨·贝肯鲍尔（左三）是帮助拜仁夺得欧洲冠军杯三连冠的功臣之一

拜仁在德甲的第一个赛季最终排名第三位，同时赢得了德国杯冠军，这也使他们有资格参加1966-67赛季的欧洲优胜者杯。在这届优胜者杯决赛中，拜仁更是凭借弗朗茨·罗特在加时赛第18分钟的入球以1:0战胜格拉斯哥流浪者，赢得俱乐部历史上的首个欧洲赛事冠军。同年拜仁也成功卫冕德国杯冠军，但在联赛仅获第六，整体进步缓慢。于是在1968年，拜仁迎来了南斯拉夫籍主帅布兰科·泽贝茨，他用立足于防守的战术思想取代了球队此前的进攻型打法，并藉此率队在1969年实现了德甲历史上的首个联赛及杯赛双冠王。而他在整个赛季一共只使用了13名球员。
1970年3月13日，乌多·拉特克接替泽贝茨成为拜仁主帅。在他执教的第一个赛季，拜仁就捧起了当年的德国杯。接下来的1971-72赛季，拉特克率球队赢得了历史上第三次德国足球冠军。1972年6月28日，在该季最后一轮对阵沙尔克04的比赛成为新落成的慕尼黑奥林匹克体育场举办的第一场正式比赛，也是德甲历史上首次进行电视直播的比赛。拜仁在比赛中以5:1大胜沙尔克04，夺得德甲冠军之余，还刷新了联赛的最高积分及最多进球等纪录。接下来的两个赛季，拜仁实现了德甲冠军“帽子戏法”，但达到巅峰的胜利是在1974年欧洲冠军杯决赛，拜仁在重赛中以4:0横扫马德里竞技，首度加冕欧洲冠军杯冠军。球队在随后几年于国内联赛中并不顺利，却在欧冠赛场上捍卫了自己的欧洲冠军地位。1975年的欧冠决赛中，拜仁凭借弗朗茨·罗特和盖德·穆勒在比赛末段的两粒进球战胜了利兹联，但乌利·赫内斯在決賽中受了重傷被迫退場，原先以速度見長的他再也沒能找回原本的狀態。但由于对方球员彼得·洛里默的一个进球被判无效，利兹联的球迷非常不满，赛场内发生了骚乱。利兹联也因此在欧洲赛场上被禁赛3年。一年后在格拉斯哥举行的欧冠决赛中，拜仁再次凭借罗特的入球以1:0击败圣艾蒂安，成为第三支获得欧洲冠军杯三连冠的球队。在同年稍后举行的洲际杯中，拜仁又在两回合制的比赛中战胜巴西俱乐部克鲁塞罗，赢得最终的冠军。这一时期的剩余时间成为改革时间，拜仁没有再获得任何的锦标。1977年，贝肯鲍尔加盟纽约宇宙、羅特在1978年轉戰奧地利和德國低組別聯賽、迈耶及剛滿27歲的赫內斯则在1979年退役，盖德·穆勒也在同年转投了劳德代尔堡前锋。

### 从“布莱尼格”到“绿茵好莱坞”（1979年-1998年）

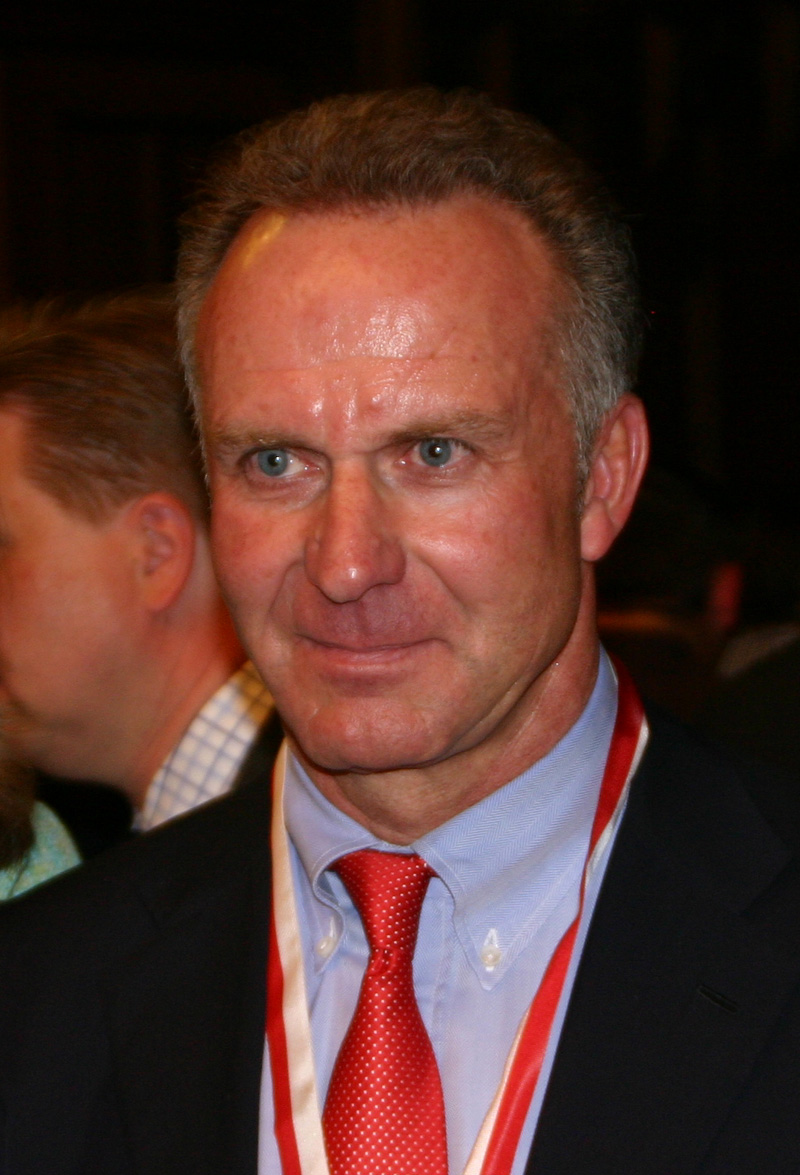
现任董事会主席卡尔-海因茨·鲁梅尼格是拜仁历史上入球第二多的球员，并在1980年代帮助球队赢得了多个冠军。

1980年代，拜仁在球场外经历了一段动荡时期，其人事及财务状况均发生了许多变化。在球场内，被球迷昵称为“布莱尼格（Breitnigge）”组合的当家球星保罗·布莱特纳和卡尔-海因茨·鲁梅尼格带领球队在1980年和1981年夺得德国足球冠军。在此后的两个赛季拜仁却仅收获了1982年的德国杯冠军。1983年，布莱特纳宣布退役，前主教练乌多·拉特克则再度重返球队。1984年，拜仁再获德国杯冠军，并且在6年中5次夺得各项赛事锦标，包括了1985-86赛季的双冠王。但在这10年中，拜仁在欧洲赛场上并没有贏下任何實質的獎項，只是在1982年和1987年获得了欧洲冠军杯的亚军，分別輸給英國的阿斯頓維拉和葡萄牙的波尔图。
1987年，尤普·海因克斯成为了拜仁的主教练。在1988-89赛季以及1989-90赛季的两连冠后，拜仁的成绩开始出现下滑。在1990-91赛季屈居亚军后，1991-92赛季拜仁排名第10，仅仅领先降级区5分。1993-94赛季，拜仁慕尼黑在欧洲联盟杯第二轮即遭英超球队诺里奇城淘汰，后者就此成为唯一一支能在慕尼黑奥林匹克体育场击败拜仁的英国球队。该赛季后半段，贝肯鲍尔回到拜仁接过帅鞭并获得成功，带领球队在沉寂四年之后重新捧起德甲冠军奖盘。贝肯鲍尔还同时被任命为俱乐部主席。
在此之后，继任主教练的吉奥瓦尼·特拉帕托尼和奥托·雷哈格尔均没有达到俱乐部的高期望值，只是分别在拜仁度过了一个碌碌无为的赛季。由于当时的拜仁球员通常登上八卦新闻版面而非体育新闻版，拜仁也因此被戏称为“绿茵好莱坞”（FC Hollywood）。在1995-96赛季接近结束时，贝肯鲍尔又作为代理主教练暂时掌管了拜仁，随即率队夺得了欧洲联盟杯，他们在决赛中击败了波尔多。1996-97赛季，特拉帕托尼重返球队并带领拜仁捧起了当年的德甲冠军奖盘。但在接下来的一个赛季，拜仁在冠军争夺战中输给了雷哈格尔带领的升班马凯泽斯劳滕，特拉帕托尼也不得不再次离开了俱乐部。

### 重获国际成功（1998年-2007年）

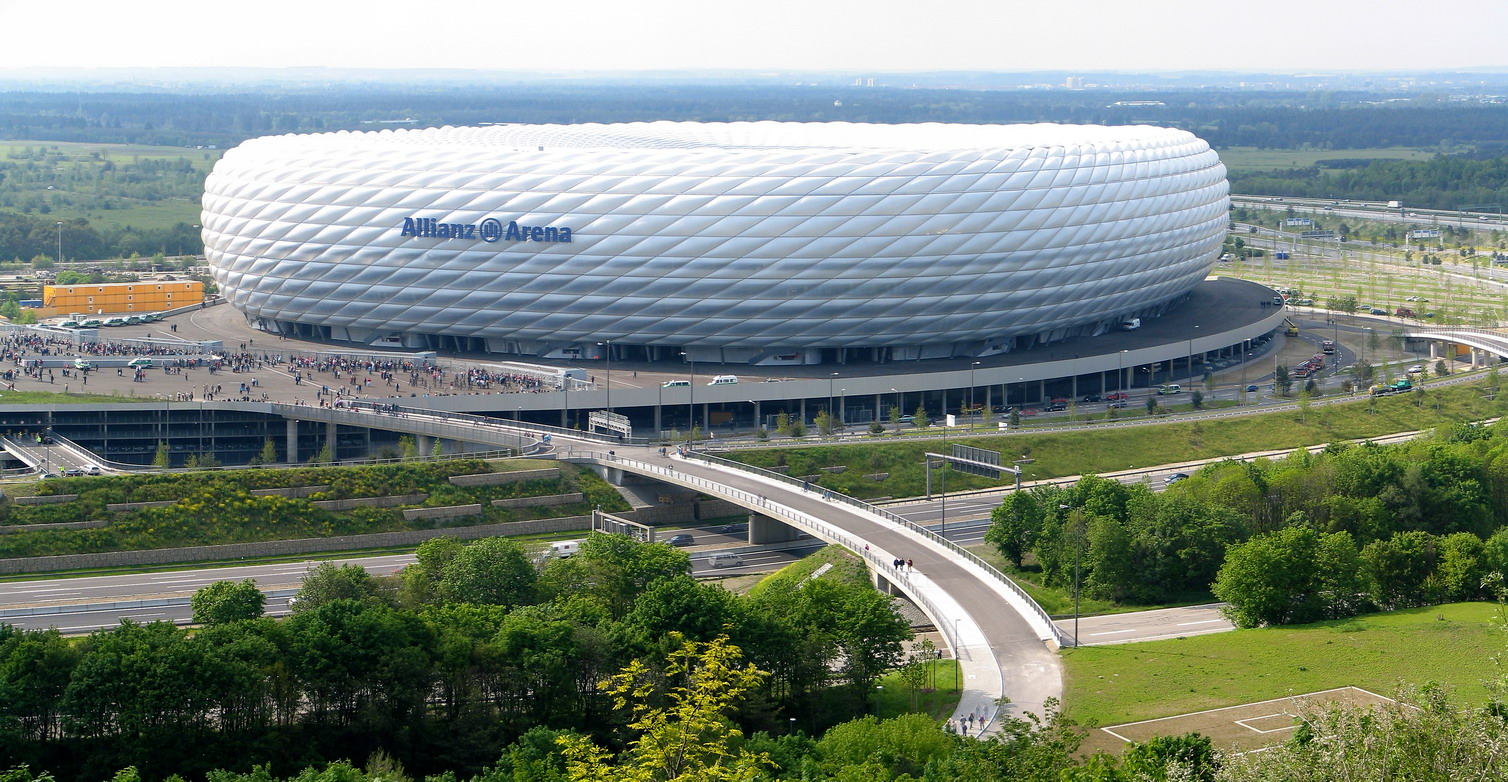
安联球场自2005年起成为拜仁的主场

在执教多特蒙德大获成功后，奥特马·希斯菲尔德于1998年至2004年间成为拜仁的主教练。在他入主的第一个赛季，拜仁获得了当年的德甲联赛冠军，欧洲冠军联赛冠军也几乎到手，只是在决赛中全场领先的情况下被曼彻斯特联于伤停补时阶段的两粒进球所击败。1999-00赛季，拜仁获得了历史上第三个双冠王。随后在2000-01赛季，拜仁直到联赛最后一轮的最后一分钟才锁定自己的连续第三个德甲冠军；几天后，拜仁又在欧洲冠军联赛决赛上依靠点球击败了巴伦西亚，时隔25年之后重新捧起欧洲冠军奖杯，可惜在德國杯第二輪早早輸給了低組別聯賽的黑馬馬德堡。2001-02赛季初，拜仁获得了丰田杯的冠军，但之后球队在其它赛事乏善可陈。2002-03赛季，拜仁获得了球队历史上的第四个双冠王，领先第二名26分的成绩也创造了德甲联赛的历史。希斯菲尔德的统治期在2004年终结，该年拜仁的表现令人失望，甚至在德国杯赛上也负于德乙球队亚琛而止步不前。
球队教鞭改由菲利克斯·马加特接掌，他带领拜仁连续获得了两次联赛杯赛双冠王。在2005-06赛季开始之初，拜仁的主场由原奥林匹克体育场搬迁至了新的安联球场，新的球场同样是与同城对手慕尼黑1860共同使用。拜仁在2006-07赛季的表现较为飘忽，除联赛表现不佳外，杯赛上也再次输给了亚琛，菲利克斯·马加特于是在冬歇期过后不久即遭解职。
希斯菲尔德于2007年1月重返球队，但拜仁在该赛季最终仅获得了第四名的成绩，十年来首次无缘欧冠比赛。而德国足协杯和联赛杯的双重失利则让球队在该赛季一无所获。

### “罗贝里”时代（2007年-2019年）
在2007-08赛季开始前，拜仁对球队的阵容进行了大刀阔斧的改造和重建。球队一共签下了8名球员并且出售、解雇或者外借了9名球员。其中，最重要的引援是三位在前一年世界杯上大放異彩的球員：从佛罗伦萨引进卢卡·托尼、从云达不来梅引进米罗斯拉夫·克洛泽以及从马赛引进了弗兰克·里贝里。新的引援成功奏效，他们再次获得了2008年的双冠王，并从联赛开始起就一直占据榜首位置直至赛季结束。
这一赛季结束后，为拜仁镇守多年的守门员奥利弗·卡恩正式退役，这使得俱乐部在未来几年内都缺乏一名顶级门将。希斯费尔德也宣告退役，尤尔根·克林斯曼成为他的继任者，与拜仁签订了一份为期两年的合约。然而，克林斯曼甚至未能熬过首个赛季，这是源于拜仁在2008-09赛季首先迎来了一个糟糕的开局，先是在德国超级杯以1:2不敌多特蒙德，又在前6轮联赛中只胜2场，继而在德国杯八强被勒沃库森淘汰。欧洲冠军联赛中，拜仁也在总比分12:1击败了里斯本竞技并创造了欧冠淘汰赛阶段最悬殊比分记录后，被巴塞罗那以5:1淘汰出局。2009年4月27日，在拜仁主场败给沙尔克04并滑落至联赛第3后的第三天，克林斯曼被解雇，前主教练尤普·海因克斯以代理主教练的身份执教球队直到赛季结束。球队最终获得了联赛第二名，顺利晋级下一赛季的欧洲冠军联赛。

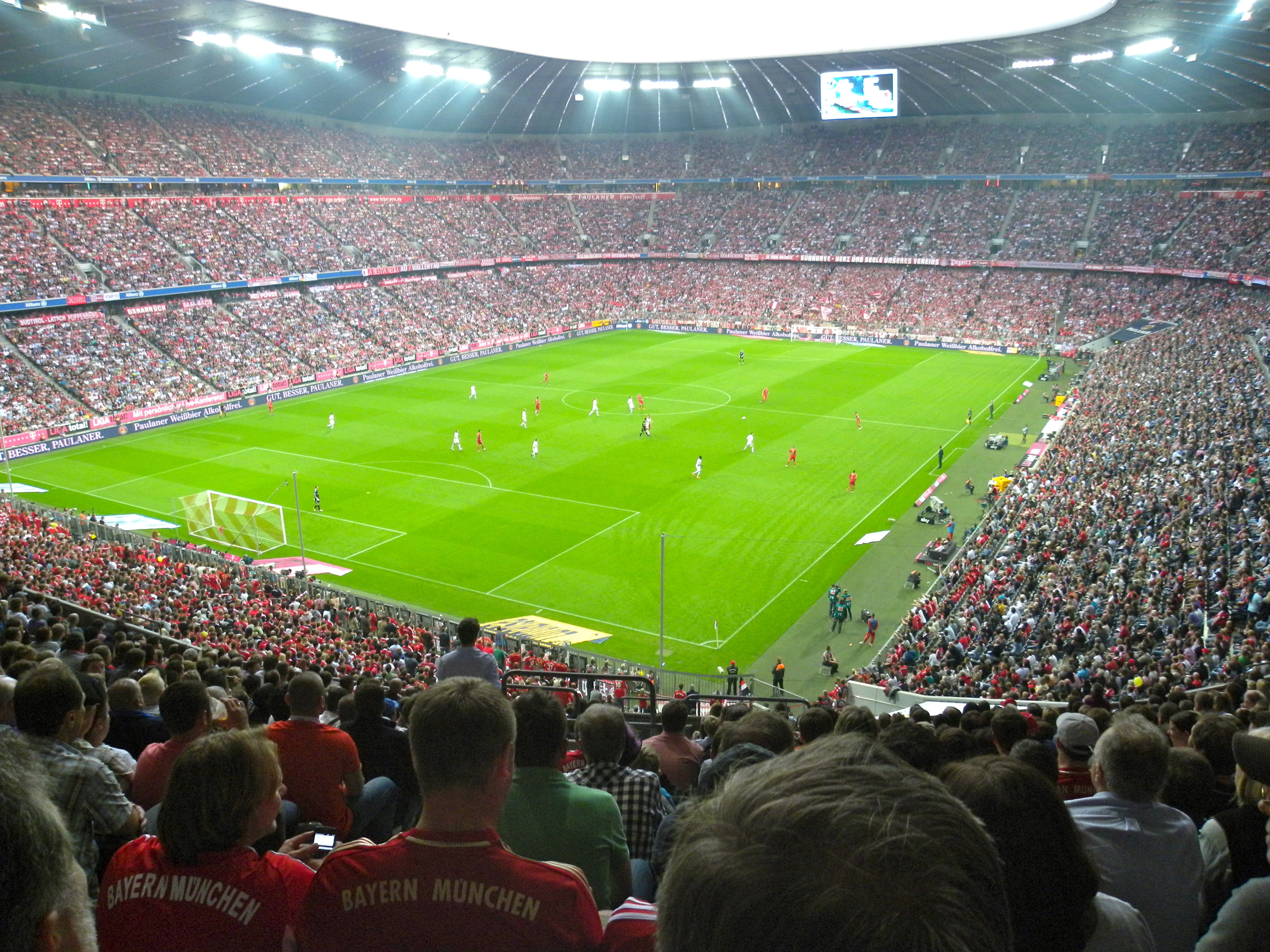
拜仁在2011年11月与勒沃库森进行的一场德甲比赛

2009-10赛季，拜仁聘请了帶領阿爾克馬爾飛躍性進步的荷兰籍主帅路易斯·范加尔，而因皇馬大換血被放棄的荷兰前锋阿尔扬·罗本也加盟阵中。在接下来的十年里，罗本和里贝里共同塑造了拜仁的两翼齐飞的边路进攻风格。媒体迅速将这对组合昵称为“罗贝里（Robbery，意为抢劫）”。此外，大卫·阿拉巴及托马斯·穆勒也晋身一线队。随着穆勒的到来，范加尔甚至宣布“只要我在，穆勒将会一直上场”，这句话在此后几年里已成为一条被广泛引用的短语。在球场上，拜仁度过了自2001年以来最成功的一个赛季，确保本土双冠。然而在2010年欧洲冠军联赛决赛中，拜仁以0:2不敌国际米兰，未能实现德国球队的首次三冠王伟业。尽管在2009-10赛季取得成功，但范加尔还是于2011年4月遭到解雇，因为拜仁在下個球季德甲联赛中落后，并在欧洲冠军联赛淘汰赛首轮因客場進球劣勢而再次被國際米蘭淘汰出局。范加尔的助手安德里斯·永克尔临时接管球队直至赛季结束，并取得联赛第三。
2011-12赛季，拜仁再度请回了海因克斯担任主教练。尽管俱乐部签下曼努埃尔·诺伊尔，解决了卡恩的合适替代者问题，但球队却重蹈2002年勒沃库森的“三亚王”悲剧，连续第二个赛季颗粒无收。在国内，无论是联赛或杯赛均不敌多特蒙德屈居第二；而作为欧冠改制后第一支在主场参加决赛的球队，拜仁也在点球大战中败给切尔西（3:4），成就了英格兰球队在安联球场的首胜。
2012-13赛季，拜仁先是在德国超级杯中以2:1战胜多特蒙德，其后拜仁在客场以5:0战胜杜塞尔多夫后，成为了德甲历史上首支取得开赛8连胜的球队。2013年4月6日，拜仁又在联赛还剩6轮的情况下提前夺冠，成为德甲历史上最早产生的冠军。拜仁在该赛季创造了多项德甲新纪录，包括单季最高积分（91分）、单季最高分差（25分）、单季最多胜场（29场）、單季最高得失球差（+80）和单季最少失球（18球）等。2013年5月25日，拜仁在四年内第三次进入欧洲冠军联赛决赛，并在温布利球场以2:1战胜同国对手多特蒙德，第5次赢得欧洲冠军奖杯。随后在6月1日举行的2012-13赛季德国杯决赛中，他们又以3:2战胜斯图加特，成为德国首支加冕三冠王的球队。
前巴塞罗那主教练何塞普·瓜迪奥拉于2013-14赛季开始接掌拜仁成為主教練，但他率队却在新赛季的首场正式比赛、2013年德国超级杯中以2比4不敌多特蒙德。而在此前，拜仁还激活了马里奥·格策在多特蒙德的3,700万欧元最低解约条款，从而以创德国球员最高纪录的身价将其签入。2013年8月30日，拜仁在布拉格伊甸竞技场通过点球大战以5比4战胜切尔西，历史上首次夺得欧洲超级杯。2013年11月9日，拜仁在当季联赛第12轮主场以3比0战胜奥格斯堡后，以连续37场不败的成绩打破了由汉堡在30年前创造的连续36场联赛不败纪录。2013年12月21日，拜仁在摩洛哥举办的2013年世界俱乐部杯决赛比赛中以2比0战胜拉賈卡薩布蘭卡后，实现德国球队的首次五冠王伟业 。2014年3月25日，拜仁在柏林奥林匹克体育场以3比1战胜柏林赫塔后赢得了它们的第23个德甲锦标。此时距离赛季结束尚余7场比赛，開季27場尚未吞敗的拜仁再次打破了上赛季所创的纪录，成为德甲历史上最早产生的应届冠军，然而隨後三場遭遇了一和兩敗且狂失七球的亂流，包含輸給了德甲第二的多特蒙德，使得拜仁無法打破上季的各項記錄（積分90、分差19、得失球差+71、失球23、敗場2，僅有追平29勝的紀錄）。2014年5月17日，拜仁又在2014年德国杯决赛中以2比0击败多特蒙德，赢得了俱乐部历史上的第十个联赛及杯赛双冠王。但时任俱乐部主席乌利·赫内斯于2014年3月13日被判逃税，并处以三年半的监禁。他于翌日辞职。原副主席卡尔·霍普夫纳于5月2日当选新任主席。
在2014-15赛季开始前，拜仁签入了刚与多特蒙德合同期满的罗伯特·莱万多夫斯基，并从皇家马德里簽下老將哈维·阿隆索。但同时，拜仁也无法阻止世界杯上表現傑出的托尼·克罗斯转投皇马。隔年，俱乐部的旗帜人物巴斯蒂安·施魏因斯泰格和克劳迪奥·皮萨罗则于2015-16赛季前离开。在这两个赛季中，拜仁均能卫冕自己的联赛冠军，包括在2015-16賽季以17球打破德甲單季最低掉球記錄並同時獲得雙冠王，但連三季欧冠联赛止步半决赛导致了俱乐部上下的失望，因为他们的期望是瓜迪奥拉能够带领俱乐部夺得第六座欧冠奖杯。尽管拜仁的领导层试图挽留瓜迪奥拉，但这位西班牙主帅决定不再续签他的三年合同。
随着瓜迪奥拉转而执掌英超俱乐部曼城，其原职位被意大利人卡洛·安切洛蒂取代。2016-17赛季的重要转会是来自多特蒙德的马茨·胡梅尔斯。在场外，乌利·霍内斯已从狱中获释，并于2016年11月再度当选主席。安切洛蒂率领拜仁完成德甲联赛五连冠，但没有赢得杯赛或欧冠冠军：在德國杯準決賽2比3輸給了多特蒙德；而歐冠八強賽對陣皇馬時，雖在主場1比2落敗，但在客場比賽時原先佔盡優勢，卻被多次的誤判影響：首先C羅靠著一次明顯越位的進球逼入延長賽、而即將進入延長賽前，比達爾又因為從後方對阿森西奧的一次鏟球被吹判紅牌，但重播顯示實際上比達爾是先碰到球的（雖然他在鏟球完後沒有立刻收腳而絆倒了應該能重新要回球權的阿森西奧，光憑這點他也很可能會領到本場第二張黃牌）、萊萬多夫斯基有一次單刀的機會被吹判越位，但實際上馬塞洛比他還靠近皇馬球門、卡賽米羅整場多次嚴重犯規卻只有領到一張黃牌等等，幾次嚴重的誤判導致體力耗盡且少一人的拜仁在延長賽被連進三球（實際上就連延長賽的三球中也有一球是明顯越位），以3比6落敗。
2017年7月，拜仁宣布将独自使用安联竞技场，因为同城俱乐部慕尼黑1860因經濟問題遭到德國足總降級至第四级联赛，將和拜仁的二隊共用較小型的綠森林體育場。在2017-18赛季开始前，拜仁进行了大规模换血，相继签入金斯利·科芒、科朗坦·托利索、塞尔吉·格纳布里和尼克拉斯·聚勒等年轻球员，并从皇家马德里借入哈梅斯·罗德里格斯。与此同时，球队队长菲利普·拉姆和哈维·阿隆索退役，其它几名球员也离开了俱乐部。赛季开局阶段在歐冠德甲兩頭成绩皆不佳且失去球員支持的氛圍下，安切洛蒂遭到解雇。在威利·萨尼奥尔短暂接过主帅一职过渡后，由功勋名帅尤普·海因克斯再度出任拜仁主帅完成赛季剩余比赛。海因克斯也不負眾望完美達成了這次的救火任務，他在第7輪結束上任時拜仁還落後榜首多特蒙德5分，且主力門將諾伊爾預計會因傷錯過整個球季的情況下迅速帶領球隊進入狀況，僅用了一個月就回到榜首並一路拉開差距，最後27場比賽豪取23勝的拜仁在還剩下6輪的時候就毫無壓力的再次获得联赛冠军，該季德甲第二名的沙爾克04整季也才只拿了63分，還輸給海因克斯27場任內的70分不少。歐冠賽場上，拜仁在主場對陣直接導致安切洛蒂被開除的巴黎聖日耳曼的小組賽中完成復仇而確保了十六強席次，僅因得失分差居小組第二，並在籤運不錯的情況下連續輕鬆擊敗貝錫克塔斯和塞維利亞兩支隊伍，準決賽上遇到了海因克斯的老東家、以及前一年在滿滿爭議下擊倒拜仁的皇馬，主場先以1比2輸球，在客場因本季的主力門將烏爾賴希一次失誤送禮而錯失延長賽的機會，以3比4輸球而止步四強；而在同年的德国足协杯决赛，即海因克斯作为主教练的最后一场比赛中，他在球场上与自己的继任者相遇。最终尼科·科瓦奇率领的和睦法兰克福以3比1击败拜仁。在赛季期间，拜仁不断在公开场合敦促海因克斯续約，但这位73岁的老帅坚持将在赛季结束后退休。俱乐部开始了漫长的广泛搜索，以寻求合适的继任者，最终前拜仁球員科瓦奇被选定为候任主帅，并签署了一份为期三年的合同。
尼科·科瓦奇在拜仁的第一个赛季进展缓慢，球队在超級盃中5比0大勝科瓦奇的老東家法蘭克福，但整个德甲赛季的前半段都落后于多特蒙德。但与上任超過一年的范加尔和安切洛蒂的类似境遇相反，俱乐部高層這次决定保护他们上任未滿一年的主教练免受批评。在冬歇期后，拜仁表現回穩迅速缩小差距，在第28輪的國家德比上5-0血洗多特蒙德後正式回歸榜首，雖然之後又因多次和局而遲遲無法拉開差距，但還是以2分的微小差距有驚無險的完成德甲的七連霸。在欧冠联赛中，球队雖然能在一個沒有其他五大聯賽球隊的小組以第一晉級，但于首轮淘汰赛便遭最終奪冠的利物浦淘汰，这是自2011年以来拜仁首次无法进入八強；而在德國足協杯，拜仁從開賽起每輪都以一球險勝，直到決賽以3-0痛擊德甲新銳球隊莱比锡红牛，完成了雙冠王，雖說整體表現不如去年，但多獲得了一項獎杯，科瓦奇算是不過不失的完成了本賽季。在赛季期间，兩大功勛名將罗本及里贝里先后宣布这将是他们在俱乐部的最后一个赛季，在最後一場德甲比賽中，兩人在安排下以替補登場接受安聯滿場主場球迷的歡呼並雙雙進球而確保了兩人合作十年來的第八個德甲冠軍，季末羅本退休、而里貝里轉投義甲。2019年1月，拜仁宣布前一年世界杯上一鳴驚人的法國後衛帕瓦爾將會由斯圖加特轉隊加入；隨後，拜仁在3月宣布他们已经从马德里竞技签下另一名來自法國的後衛卢卡斯·埃尔南德斯，并为此斥资创德甲纪录的8000万欧元转会费，兩人均會在下季開始時加入。

### 回归德籍主帅（2019年－2024年）
汉西·弗利克于2019年7月1日以助理教练的身份加入拜仁慕尼黑。在科瓦奇治下，拜仁在2019-20赛季中的开局同样缓慢，当以1比5惨败于和睦法兰克福之后，科瓦奇与拜仁于2019年11月3日分道扬镳，弗利克获提拔为代理主教练。在经历了一段令人满意的临时主帅生涯后，拜仁于2019年12月22日宣布弗利克将继续担任主教练。在弗利克治下，球队赢得联赛冠军，踢出了德甲历史上最成功的单季下半程，除一场平局之外，他们赢下了所有比赛。拜仁还赢得了德国足协杯冠军，完成俱乐部的第13次国内双冠王。在欧冠联赛中，拜仁自2013年以来首度进军决赛，其间在四分之一决赛中曾以8比2大胜巴塞罗那。由于受新冠病毒疫情影响，拜仁只能在里斯本举行的闭门决赛中以1比0战胜巴黎圣日耳曼，并由前巴黎球员金斯利·科芒射入全场唯一入球。他们因此成为继巴塞罗那之后第二支在两个不同赛季完成三冠王的欧洲俱乐部。
2020-21赛季伊始，拜仁历史上第二度赢得欧洲超级杯。他们还在2020年世界俱乐部杯决赛以1比0战胜墨西哥的新莱昂自治大学老虎后夺得冠军，成为继2009年的巴塞罗那之后，第二支获得六冠王的球队。拜仁还连续第九次赢得德甲冠军。本赛季，莱万多夫斯基在29场比赛中射入41球，打破盖德·穆勒此前保持了四十九年的德甲单季进球纪录。弗利克于2020-21赛季结束后离开，执教德国国家队，在弗里克的要求下，时任RB莱比锡主帅的尤利安·纳格尔斯曼接替了他的职位。据多家媒体报道，拜仁为此向莱比锡支付了2500万欧元作为纳格尔斯曼的补偿金，创下了挖角主教练金额的世界纪录。
在纳格尔斯曼治下，拜仁顺利赢得德甲第10连冠。但他于2023年3月遭拜仁解雇，由托马斯·图赫尔取而代之。在与多特蒙德的激烈冠军争夺战中惊险获胜后，图赫尔带领俱乐部创纪录地连续第11次夺冠。2023年8月，拜仁再次打破德国转会纪录，从托特纳姆热刺签下了时任英格兰队长、历史最佳射手哈里·凯恩，转会费据报高达1.1亿欧元。2024年2月，拜仁与图赫尔在赛季结束后宣布结束合作。2023-24赛季德甲是拜仁近十年来首个没有赢得冠军的赛季，他们在竞争中输给了勒沃库森。

### 孔帕尼時代（2024年-）
2024年5月29日，樊尚·孔帕尼获任命为拜仁新任主教练，并签订了一份为期三年的合同。他们以3比2战胜沃尔夫斯堡，开启了2024-25赛季德甲的征程。2025年5月5日，随着竞争对手勒沃库森在客场与弗赖堡以2比2战平，拜仁得以提前两轮夺冠，加冕他们的第34次德国足球冠军。
德国杯方面，拜仁在十六强主场被勒沃库森1球淘汰，诺伊尔也因冒失出击吞下生涯首红。
可惜球队在欧冠表现并不亮眼，瑞士轮阶段虽抽中上上签，但拜仁毫无征兆输掉所有不在德国进行的比赛，尤其是在第七轮莫名其妙被费耶诺德0-3血洗令球队提前一轮锁定附加赛席位，最终5胜3负积15分，附加赛幸运抽到凯尔特人，拜仁在客场虽1-0拿下比赛，但在主场被凯尔特人扳平后全场压制，直至最后由阿方索·戴維斯读秒绝杀才死里逃生。淘汰赛首轮抽中药厂，拜仁终于摆脱瑞士轮期间颓势，两回合5-0血洗勒沃库森，八强赛遇国际米兰，首回合被国米早早取得领先，但在最后由托马斯·穆勒打入准绝平球后三分钟被弗拉泰西再次绝杀，最终主场1-2落败交出晋级主动，次回合移师圣西罗，哈里凯恩虽在第52分钟将大比分扳平，但随后拜仁迅速丢掉两球，戴尔在76分钟的进球于事无补，最终拜仁3-4告负止步八强，提前无缘主场举办的欧冠决赛。

## 球衣及队徽
根据拜仁慕尼黑最初的俱乐部章程，球队的球衣颜色应该是蓝色和白色，但是俱乐部在1905年加入慕尼黑体育俱乐部之前，一直身着的是白色上衣和黑色短裤。慕尼黑体育俱乐部要求，足球运动员应该身着红色短裤进行比赛，因此年轻球员也被谑称为“红短裤（red-shorts）”。在此后的大部分时间当中，拜仁的球衣主色调变为了红色和白色，有时也会出现蓝色。 在1968-69赛季，拜仁的上衣采用蓝红条纹样式，短裤及袜子也为蓝色。1995年至1997年期间，拜仁的球衣也有相似的设计，并由阿迪达斯在1997年首次发布了以蓝色为主色调的主场版球衣，配以红色胸带。但从1999年开始，拜仁回归了以红色为主的球衣样式，其中独具特色的是其蓝色袖筒。2000年，又发布了传统的白边全红的欧冠球衣。在2001年至2003年的德甲和2006-07赛季欧冠比赛中，拜仁还穿着“红酒”（Rotwein）色的主场球衣，这是他们在1960年代末之前的首选颜色。
多年以来，拜仁的客场球衣没有固定的颜色，曾经使用过的颜色包括了白色、黑色、蓝色以及黄绿色等。此外，拜仁还拥有一套国际比赛版球衣。在2009年，其主场版球衣为红色、客场版为深蓝色、国际版为白色。2010-11赛季，拜仁的主场版样式又变为红白条纹样式，客场版是白色上衣搭配深蓝色短裤，国际版则是全深蓝色。2012-13赛季，拜仁的主场版为金边全红，客场版为橙边全白。在2013-14赛季，拜仁使用了带有巴伐利亚州旗菱纹图案水印的全红色主场球衣，以巴伐利亚传统皮裤为灵感的慕尼黑啤酒节限定黑白客场球衣，以及全海军蓝色的国际球衣。
在1980年代及1990年代，拜仁每逢客场对阵凯泽斯劳滕时都会身着一套特殊的客场球衣，采用巴西国家足球队的主色调蓝色及黄色。而身着这款球衣的理由出于迷信，因为球队很难在凯泽斯劳滕的主场取得胜利。

### 历史球衣
| 1967年欧洲优胜者杯决赛 | 1974年及1976年欧洲冠军杯决赛 | 1975年及1982年欧洲冠军杯决赛 | 1987年欧洲冠军杯决赛 | 1996年欧洲联盟杯决赛 · （首回合） | 1996年欧洲联盟杯决赛 · （次回合） |

| 1999年欧洲冠军联赛决赛 | 2001年欧洲冠军联赛决赛 | 2010年欧洲冠军联赛决赛 | 2012年欧洲冠军联赛决赛 |  | 2013年欧洲冠军联赛决赛 |  | 2020年欧洲冠军联赛决赛 |

### 队徽
拜仁慕尼黑的队徽曾历经多次变更。最初，队徽由4个个性化的字母F、C、B、M构成，主色调是蓝色。1954年，拜仁的队徽第一次包含了巴伐利亚的州旗。
现代版本从1954年的版本经过几个步骤的变化。长期以来其主色调是单一的蓝色和红色。自2017年起，拜仁的队徽明确采用蓝、红、白三种主色调，是一个写有字样的红色圆环包裹着巴伐利亚州州旗。当前版本（2024年）标志的队徽则是在2017年的设计基础上对颜色进行了微调，红色和蓝色变得更加明亮和鲜艳，旨在提高对视力障碍或视力不佳人群的可读性和数字可访问性。
- 1901
- 1902–1906
- 1906–1919
- 1919–1924
- 1925–1954[註 1]
- 1954–1996
- 1996–2002
- 2002–2017
- 2017–2024
- 2024–

## 主场

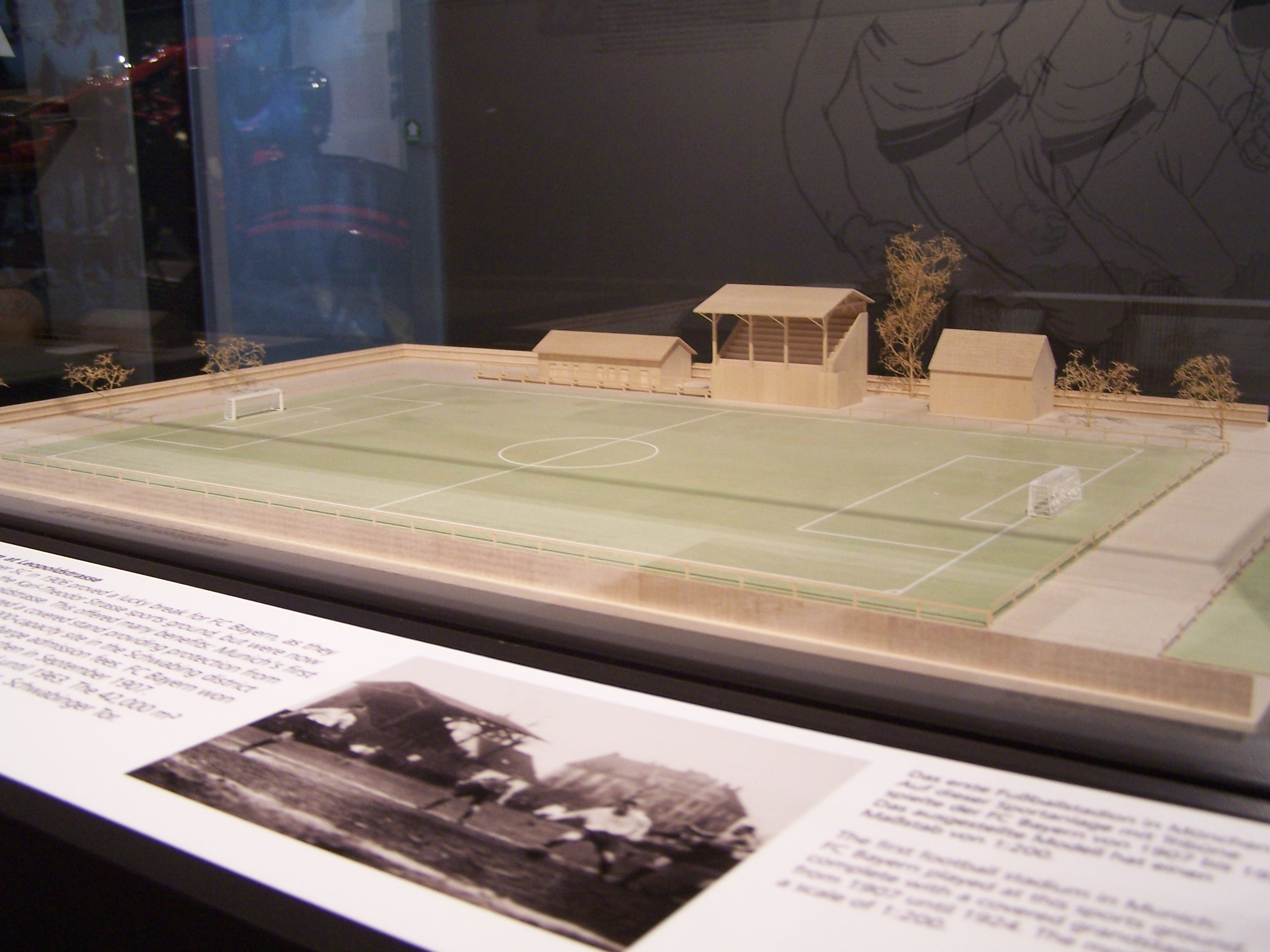
拜仁首个主场的模型，该场地于1906年至1924年使用

拜仁慕尼黑历史上的第一堂训练是在慕尼黑市中心的席伦广场（Schyrenplatz）进行，该址至今仍然存在。其首个正式比赛场地则设于特莱西娅草坪。1901年，拜仁迁入自身专属的主场，位于施瓦宾的克莱门斯大街（Clemensstraße）。在球队在1906年加入慕尼黑体育俱乐部后，又自1907年5月起使用后者位于列奥波德大街（Leopoldstraße）的场地。由于拜仁主场比赛的观战人数在1920年代剧增，因此球队的比赛也曾被切换至慕尼黑各类不同的场地。
自1925年起，拜仁与慕尼黑1860共同使用绿森林体育场。直至第二次世界大战爆发前，该体育场的所有权都归慕尼黑1860持有，并且时至今日仍被俗称为“60（Sechz'ger）”体育场。它在战争中被摧毁，后由两支球队共同出资重建。拜仁在绿森林体育场的最高上座率纪录创造于1961-62赛季主场迎战纽伦堡的比赛，共有超过50,000人入场观战。体育场在德甲时代曾几次达到44,000人的容量上限，但此后其座位已被减少至21,272席。它与同时期大部分体育场馆的情况一样，绝大多数的体育场都取消了阶梯看台区。如今，这里仍为拜仁慕尼黑二队及慕尼黑1860二队的主场。

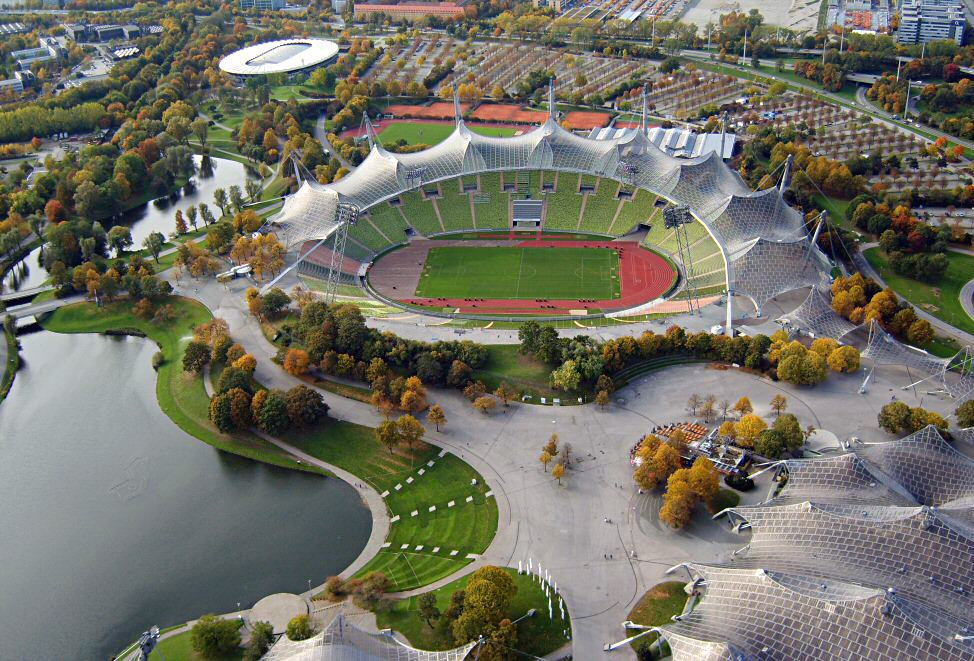
奥林匹克体育场是拜仁于1972年至2005年的主场

为举办1972年奥运会，慕尼黑市政厅兴建了奥林匹克体育场，并供拜仁及慕尼黑1860共同使用。这座以建筑风格闻名于世的体育场在1971-72赛季的德甲最后一轮比赛中揭幕。比赛共吸引了79,000名观众入场，并在此后多场比赛中达到这个纪录。体育场在建成初期被视为世界上最重要的体育场之一，主办了众多重大体育赛事的决赛，如1974年世界杯足球赛。在接下来的几年中，体育场经历了数次翻修，例如将比例约占50%的坐席数量提升至约66%。其容量上限最终被设定为国内比赛63,000人，国际比赛59,000人。然而，许多人开始觉得体育场在冬天显得过于寒冷，有近半数的看台因为缺乏顶棚而被直接暴露在天气中。更多的投诉则是来自已废弃的田径跑道设施，这导致看台和球场之间的距离过大。原设计师金特·本尼施（Günter Behnisch）否决了进行重大修改的计划，体育场的改造被证明是不可行的。

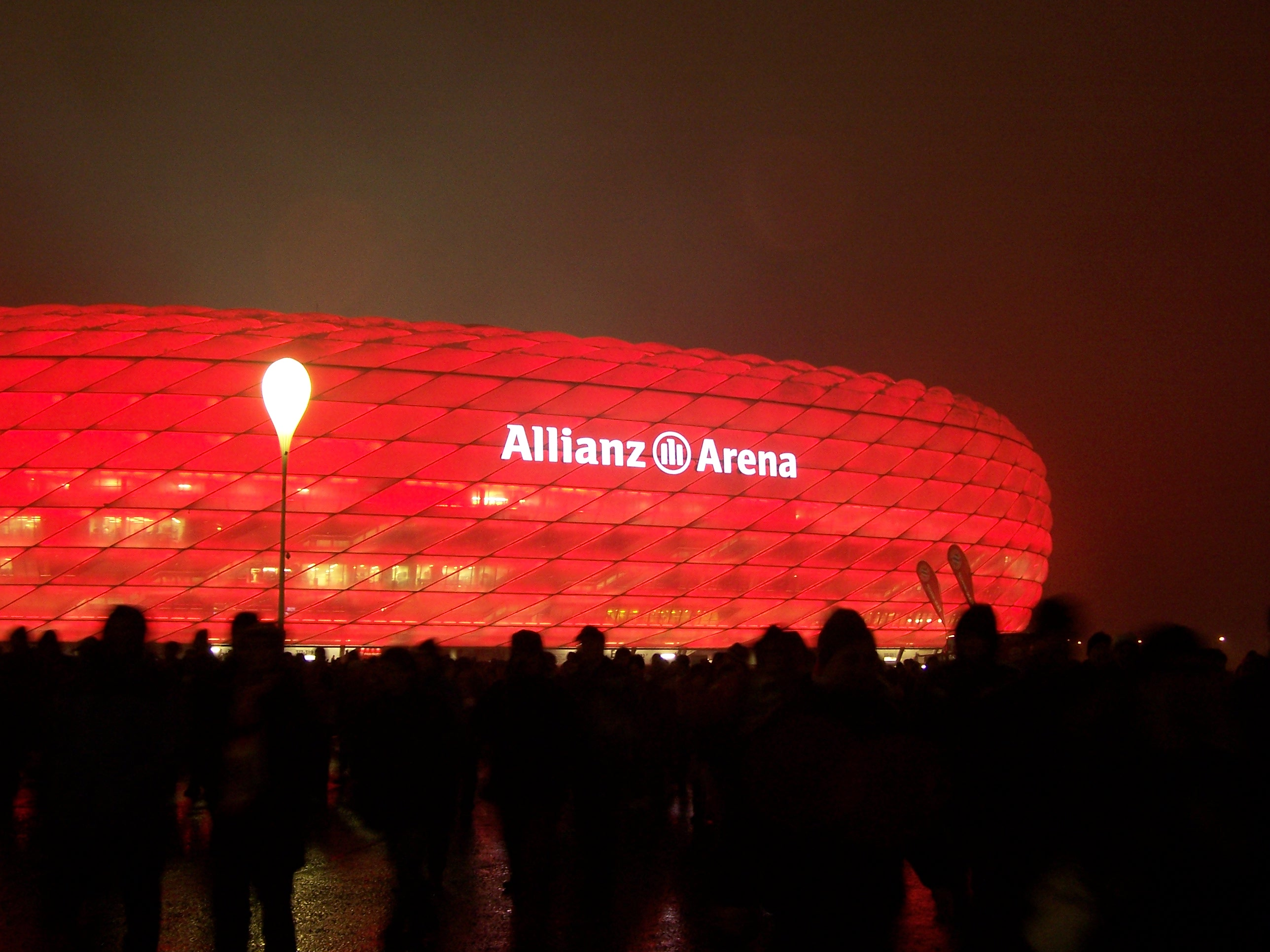
当拜仁进行主场比赛时，安联球场会发出红光

经过反复磋商，慕尼黑市政厅、巴伐利亚州政府、拜仁慕尼黑和慕尼黑1860共同决定在2000年底建造一座新的体育场。此前几年拜仁便已计划新建一座专业足球场，而德国获得2006年世界杯足球赛的主办权则促进了各方对慕尼黑奥林匹克体育场已不再满足国际足联举办世界杯比赛标准的讨论。于是，位于慕尼黑北郊的安联球场自2005-06赛季以来开始被球队所使用。其初始容量为66,000席的全顶棚覆盖座席，后又在国内比赛中增加至69,901席，其中3000个座位通过对阶梯看台区的改造以2:1的比例增加。自2012年8月起，体育场在看台最后一排的顶部又增加超过2000个座席，使总容量达到71,000人。该体育场最为显著的特点是半透明的表层，它可以用不同的颜色点亮令人印象深刻的效果。红色的灯光通常用于拜仁的主场比赛，慕尼黑1860和德国国家足球队的主场比赛则分别点亮为蓝色和白色。
2012年5月，拜仁在安联球场开设了一家展示其历史的博物馆，称为“荣誉世界”（Erlebniswelt）。

## 球迷

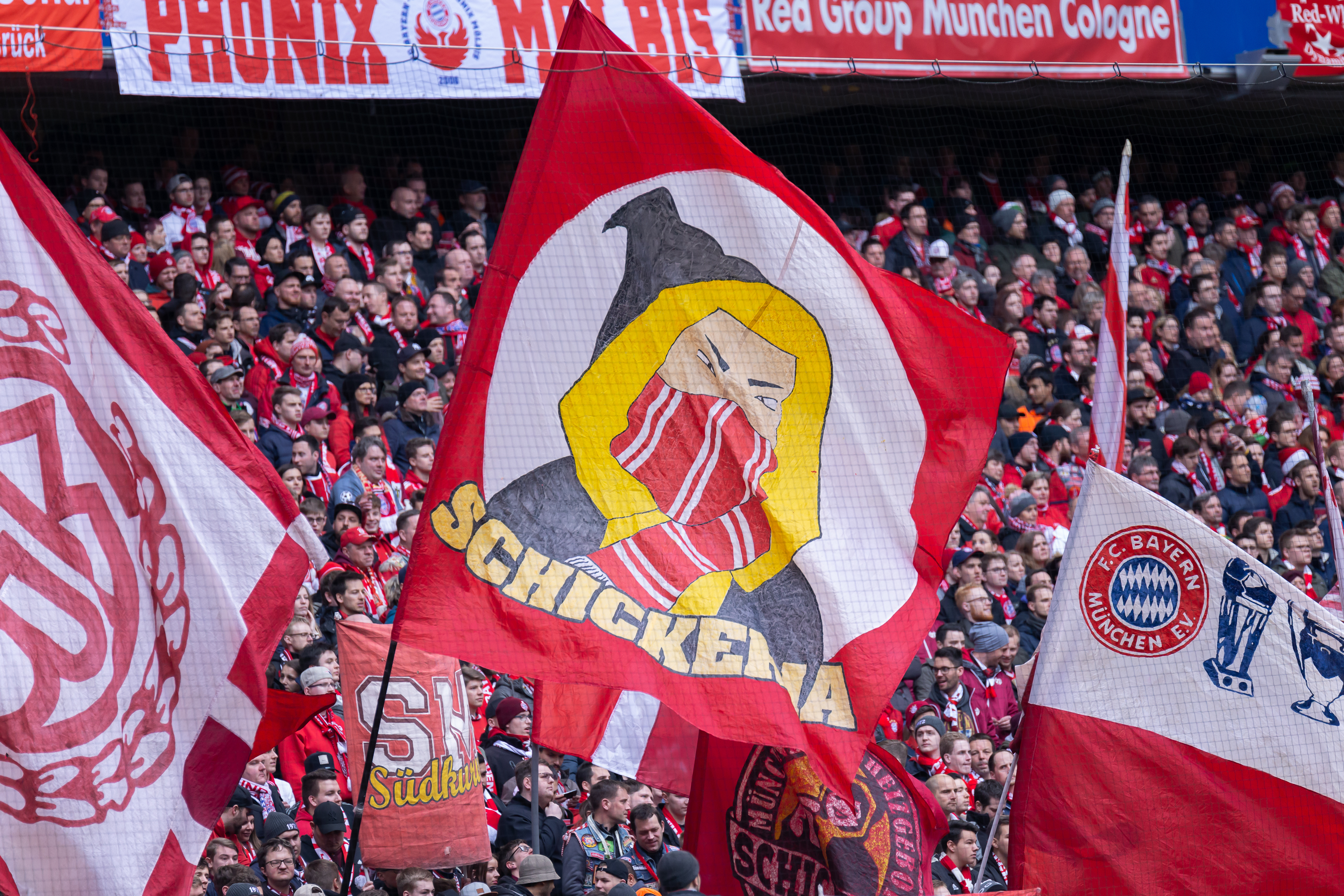
“南看台”一隅——这是安联竞技场狂热球迷的聚集地

在2018年的年度股东大会上，拜仁董事会报告称，俱乐部共拥有291,000名付费会员和总成员逾390,000人的4,433个注册球迷俱乐部，使其成为全球拥有认证球迷数量最多俱乐部。拜仁在安联竞技场的场均观战人数为75,000人，上座率达到100%。多年来，每场德甲联赛的主场比赛门票几乎总是及早售罄。甚至客场比赛门票长期来也都一票难求。据Sport+Markt在2010年的一项研究数据表明，拜仁是欧洲第五大最受欢迎的足球俱乐部，拥有2,070万名球迷，在所有德国俱乐部中排名第一。。
俱乐部最著名的死忠球迷团体包括“慕尼黑时尚阶层”（Schickeria München）、“巴伐利亚地狱”（Inferno Bavaria）、“红色慕尼黑89”（Red Munichs '89）、“南看台73”（Südkurve '73）、“慕尼黑狂热者1996”（Munichmaniacs 1996）、“红天使”（Red Angels）和“红鲨鱼”（Red Sharks）等。拜仁慕尼黑的狂热球迷活动因某些团体反对极右翼主义、种族主义和恐同主义的立场而受到认可。其中在2014年，“慕尼黑时尚阶层”团体便因其反对反犹太主义和歧视的承诺而获得了德国足协颁发的尤利乌斯·希尔施奖。
《南部之星》是球迷们在拜仁慕尼黑主场比赛时吟唱的歌曲。在1990年代，球迷们也时常传唱拜仁慕尼黑的官方队歌《永远第一名》。另一首广为传唱的歌曲是《Mia San Mia》（巴伐利亚语，意为“我们就是我们”），这也是俱乐部的一句著名座右铭。球队的著名口号是“Packmas”，这是德语“Packen wir es”的巴伐利亚语说法，意为“让我们行动起来”。自2004年以来，俱乐部的吉祥物是一只名为“伯尼熊”的拟人化熊。
拜仁还拥有为数众多的知名球迷，当中包括前教宗本篤十六世、网球运动员亚历山大·茲維列夫、前网球运动员鲍里斯·贝克尔、乌克兰拳击手弗拉基米尔·克里琴科、前任巴伐利亚州内阁总理霍斯特·泽霍费尔和埃德蒙德·斯托伊贝等。

## 競爭對手

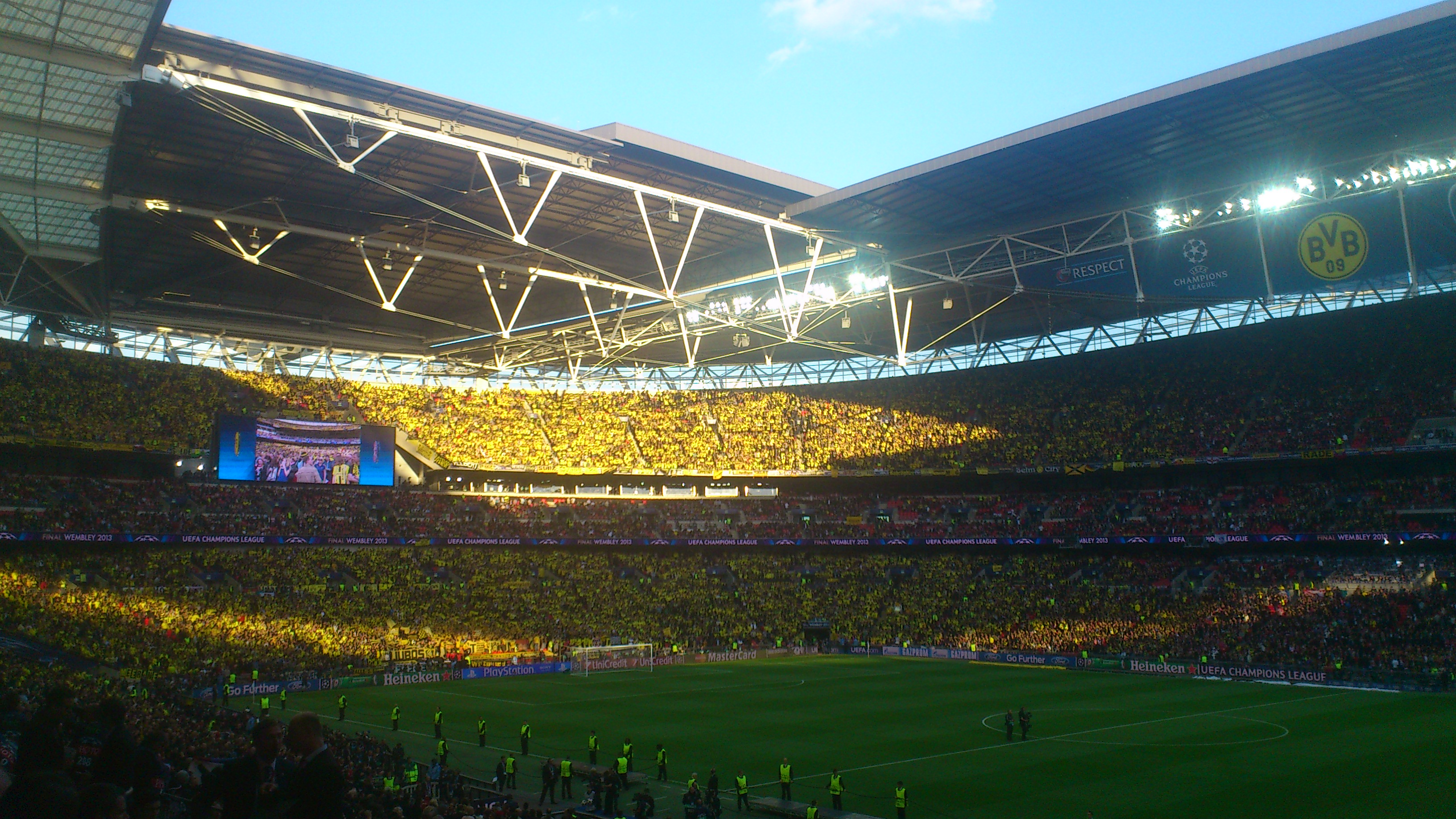
拜仁慕尼黑于2013年5月25日以2比1战胜死敌多特蒙德而获得2013年欧洲冠军联赛冠军

拜仁慕尼黑当前最主要的竞争对手为多特蒙德。双方参与了多次德甲的冠军争夺，并分别在2008年和2012年的德国杯决赛中相互击败对手，其中2012年的德国杯决赛以2:5失利是拜仁在德国杯决赛有史以来最大比分的输球。拜仁与多特蒙德相互对抗的赛事还包括1989年、2008年和2012年的德国超级杯。双方参与竞争的最高级别赛事是在2013年欧洲冠军联赛决赛，拜仁以2:1击败多特蒙德。
作为慕尼黑地区的三支职业俱乐部之一，拜仁在当地的主要竞争对手是慕尼黑1860，后者的辉煌时期是在1960年代，曾夺得1次德国足球冠军及1次德国杯冠军。在1970年代和1980年代，慕尼黑1860徘徊于德甲及德国足球地区联赛之间，但近年来已稳步停留于德乙。尽管如此，慕尼黑德比仍然是一个备受期待的盛事，可以得到了两家俱乐部球迷很多额外的关注。此外，拜仁也曾在慕尼黑1860发生财务危机时多次援助对手。
自1920年代以来，纽伦堡一直是拜仁在巴伐利亚州的主要和传统竞争对手。拜仁前队长菲利普·拉姆曾形容对阵纽伦堡“总是特别的”和“气氛热烈”的。在1920年代中期，两家俱乐部在同一级别联赛作赛，但在这一时期和1930年代，纽伦堡更为成功，共赢得了5次德国足球冠军，成为1920年代夺冠次数最多的德国球队。拜仁在60年后接过了纪录冠军称号，当他们在1987年赢得第10次德国足球冠军时，超越纽伦堡成为夺得德国足球冠军次数最多的球队。拜仁和纽伦堡之间的比赛通常被称作巴伐利亚德比。
拜仁也热衷于与凯泽斯劳滕的竞争，这起源于1973年的一场比赛，当拜仁以4:1领先凯泽斯劳滕后却被对手以7:4反超击败。同时，这还因为两家俱乐部在不同的时期都在竞争德甲冠军，以及凯泽斯劳滕这座城市在二战结束前曾是巴伐利亚的一部分。
1970年代以来，拜仁与不同时期的主要竞争者的对抗都决定着国内霸主地位的归属。在1970年代，主要竞争者是门兴格拉德巴赫；1980年代，这一范畴扩大至汉堡。1990年代，最狂热的对手又变成多特蒙德、云达不来梅和勒沃库森。近些年来，多特蒙德、沙尔克04和云达不来梅则一直是德甲联赛中的主要挑战者。
拜仁在欧洲范围内的首要竞争对手是皇家马德里、AC米兰和曼彻斯特联，这是由于彼此之前共同创造的许多经典比赛。皇马迎战拜仁是欧洲冠军联赛最为常见的对碰，双方共交战18场，而在欧洲冠军杯时代，双方也曾交战6场。皇马在欧洲冠军联赛中最大比分的主场失利纪录也由拜仁创造，后者于2000年2月29日在客场以4:2取胜。由于拜仁历来很难被皇马击败，马德里球迷通常将拜仁称为，即克星之意。尽管对决次数较多，拜仁和皇马却从未在欧洲赛事的决赛中碰面。最近一次两队的相遇是在2023-24赛季欧洲冠军联赛準決赛，最终拜仁以兩回合总比分3比4遭淘汰。

## 爭議
作為歐洲頂尖球會，拜仁长期被部份球迷视为是一支通过挖角在联赛中威脅自己霸主地位的竞争对手以实现夺冠和垄断的目的的球队，英国媒体《每日郵報》甚至曾刊文指責拜仁不断的摧毁竞争对手们，在引进强援补强自身的同时也在重创竞争者。早在1990年代，拜仁便接连从当时身处德甲的卡尔斯鲁厄挖来奥利弗·卡恩、梅赫梅特·绍尔、米夏埃尔·塔尔纳特、托斯滕·芬克等球员，帮助拜仁取得世纪之交的成就。当这批球员一一离队后，卡尔斯鲁厄最终降入了德乙，并从此一蹶不振。类似急速滑坡的情况也出现在云达不来梅（主教练于1995年加盟）、斯图加特（射手吉奥瓦尼·于1997年加盟）及勒沃库森（先后挖走、及）等球队身上，直接导致了德甲整体水平在1990年代的没落。然而进入新世纪后，拜仁逐渐转变了引援思路，除了在联赛内部挖角外（先后挖走多特蒙德的骨幹、及曉姆斯），还开始转攻其它联赛球星，在补强球队实力的同时也扩大了德甲的影响力及水準。事实上，拜仁之所以被扣上了“最会挖墙脚豪门”的帽子，很大一部分原因是由于在德甲联赛中，少有球队可以做到拜仁这样等级的投入。而拜仁阵中的從联赛内部挖角球员比例仅为三成，远低于联赛长期竞争对手多特蒙德（六成），甚至在欧洲豪门的横向比较中亦仅处于中游水準。

## 组织及财务

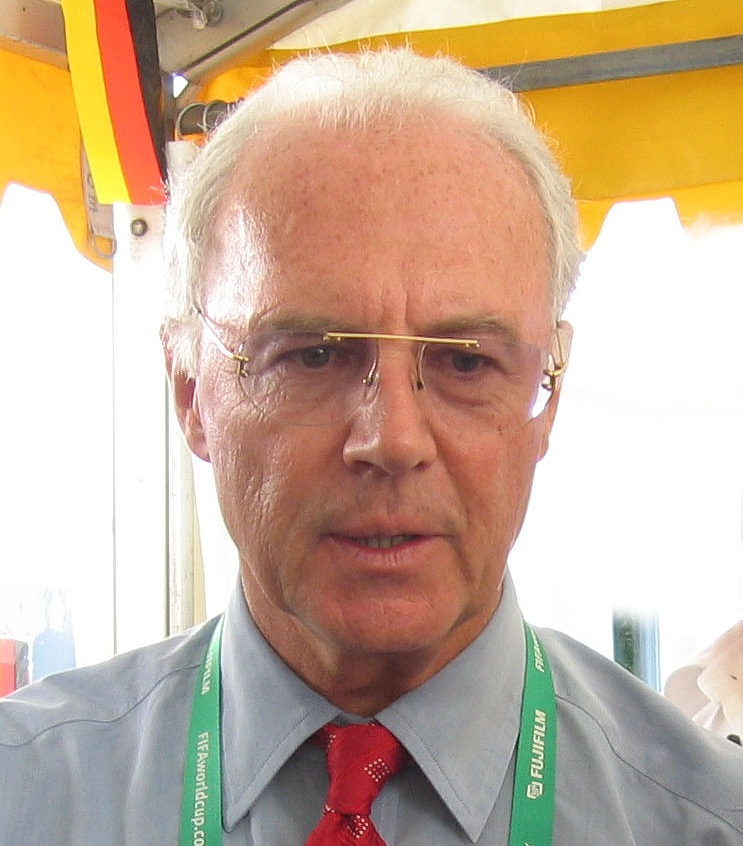
前球员弗朗茨·贝肯鲍尔曾于1994年至2009年担任俱乐部监事会主席

拜仁慕尼黑的领导层大多由前俱乐部球员所担任。俱乐部注册协会现任主席为赫伯特·海纳，他是自2019年11月15日开始担任该职。扬-克里斯蒂安·德雷森则是俱乐部下属拜仁慕尼黑股份公司董事会主席及CEO。股份公司监事会的成员除主席海纳外，由另外8名德国大型企业的高管组成，分别为扬·海涅曼博士（阿迪达斯首席法务官兼首席合规官）、格诺特·德尔纳（奥迪董事长）、维尔纳·策德里乌斯（安联高级顾问）、乌利·赫内斯（拜仁注册协会荣誉主席）、托尔斯滕·朗格海姆（德国电信董事长）、迪特·迈尔博士（拜仁注册协会第一副主席）、埃德蒙·施托伊贝尔（前巴伐利亚州州长）以及长期担任拜仁股份公司董事长的卡尔-海因茨·鲁梅尼格。。
拜仁慕尼黑的职业足球部门均由下属的拜仁慕尼黑股份公司运营。它以股份制公司的形式运作，其股票不在证券交易所上市，但由私人持有。拜仁慕尼黑足球俱乐部注册协会拥有拜仁慕尼黑股份公司75%的股权，体育用品制造商阿迪达斯、金融服务企业安联及汽车制造商奥迪则各自分别持股8.33%。阿迪达斯在2002年斥资7,700万欧元购入所持股份，该款项被指定用于兴建安联球场的融资。2009年，奥迪跟拜仁达成协议以9,000万欧元入股，资金则用做加快偿还安联球场的建设贷款。该入股分三步在2010年3月和2011年7月之间实施，入股后奥迪当时获得9.09%的股份。2014年，安联以1.1亿欧元购买了拜仁8.33%的股份，成为拜仁股份公司第四位股东。拜仁的其它体育部门则由俱乐部独资运营。

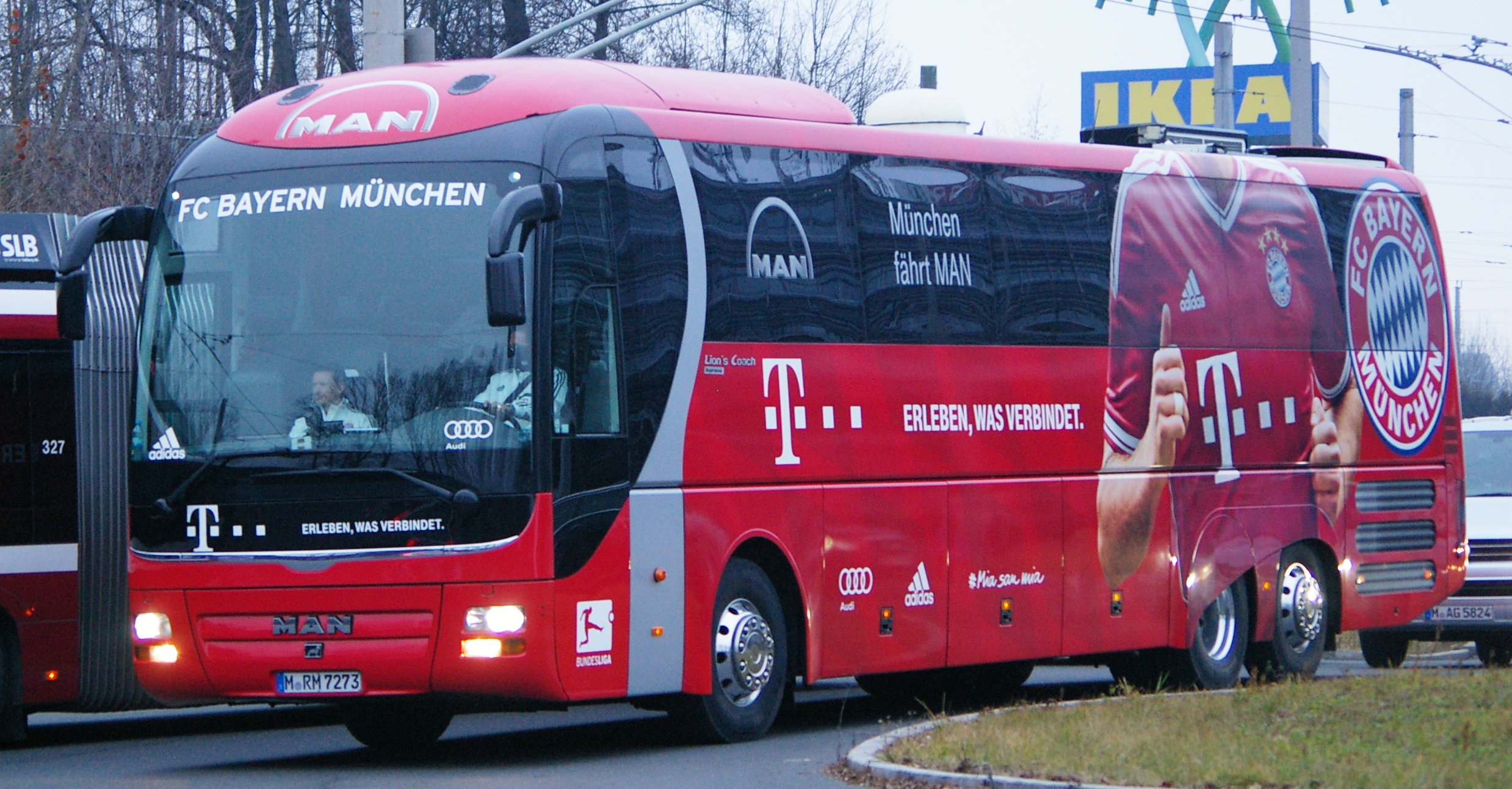
拜仁慕尼黑的球队大巴由MAN集团赞助提供

截至2025年5月，拜仁的四个顶级合作伙伴（主赞助商）分别为球衣广告投放者德国电信、运动装备供应商阿迪达斯、奥迪及安联。其它高级合作伙伴（铂金赞助商）则包括Bitpanda、安海、裕宝银行、科乐美、Libertex、宝莱纳、卢旺达旅游局、思爱普、Saskia矿泉水、Tipico和菲斯曼。次级合作伙伴（黄金赞助商）有Celonis、可口可乐和耐克森轮胎。普通合作伙伴则包括adyen、百年灵、GetYourGuide、海洛护眼、伊斯特拉旅游局、MAN集团、美诺、妙卡、Prime饮料和REPLAY牛仔裤。球队往年的球衣广告商分别为阿迪达斯（1974年-1978年）、马基路斯-道依茨和歐霸（1978年-1984年）、康懋达（1984年-1989年）以及欧宝（1989年-2002年）。
拜仁在职业化的国际足球界是一个特例，截至2019年，他们已连续27年盈利。当其它俱乐部经常出现亏损报告，并且需要通过转让球员以偿还贷款时，拜仁却总是拥有充足的流动资金。拜仁的收入构成不同于其他欧洲顶级俱乐部，在这些顶级俱乐部中，电视转播的收入一般会占总收入的35%以上，但拜仁于此项收入的比重仅为22%。这是因为拜仁不允许私自出售自身的转播权。相反，德甲的转播权仅由德国足球职业联盟统一出售，并将收入按各球队的表现进行分发。根据德勤会计师事务所于2025年1月发布的足球俱樂部財富排名榜显示，拜仁是全球第五富有的足球俱乐部，其于2023-24赛季创造的总收入为7.645亿欧元。
当其他欧洲俱乐部的市场主要面向国际观众时，拜仁却专注于深耕德国。近年来，拜仁开始将营销重点更多的放在亚洲和美国市场上。俱乐部曾于2014年和2016年夏季访问美国；于2015年夏天前往中国，并于2017年夏天重返当地以及在新加坡进行了比赛。2014年8月，拜仁在美国纽约开设了办事处，因为俱乐部希望加强其品牌定位，以抗衡在美国的其他欧洲顶级俱乐部。2017年3月，拜仁成为首家在中国大陆开设办公室的外国足球俱乐部。拜仁希望能吸引新的赞助商，增加他们的商业销售。2024年，福布斯将拜仁列为全球第六大最有价值的足球俱乐部，估算的俱乐部总价值约为50亿欧元。

## 慈善
拜仁慕尼黑长期以来一直致力于慈善事业，资助其它遭遇财政危机的足球俱乐部以及遭遇不幸的普通民众。2004年印度洋大地震发生后，俱乐部成立了“拜仁互助协会（FC Bayern – Hilfe e.V.）”，旨在为海啸受灾群众募集社会捐款。协会自成立以来共募得来自俱乐部官员及球员的60万欧元善款。该款项除其他事项外，主要用作在斯里兰卡马拉滕凯尼（Marathenkerny）新建一所学校和在亭可马里地区的重建工作。2007年4月，该协会又决定将重点转向资助本地有需要的人士。
俱乐部对于遭遇财政危机的其它球队也特别友善。一直以来，拜仁曾多次向同城对手慕尼黑1860提供无偿友谊赛、低价转会及直接注资等协助措施。此外，当圣保利因财务问题而被德国足球职业联盟威胁取消参赛牌照时，拜仁也与其进行了一场友谊赛，比赛全部收入都归圣保利所有。2009年，当马克·范博梅尔的母队幸運薛達遭遇财政危机时，拜仁也与这家荷兰球队进行了一场慈善赛。另一个较为出名的例子是亚历山大·齐格勒在1993年从德累斯顿迪纳摩的转会。当拜仁为齐格勒支付了高达230万德国马克的转会费时，许多人认为这是对深陷财务困扰的德累斯顿迪纳摩的一笔补助金。2003年，拜仁又对濒临破产的多特蒙德提供了200万欧元的无抵押贷款。在2013年1月，当亚琛遭遇破产后，拜仁于意大利中部城市蒂沃利与其进行了一场具有慈善意义的友谊赛，尽可能的为对手赚取门票收入。2013年7月14日，拜仁在一场慈善赛中与财政拮据的德丙俱乐部汉莎罗斯托克对阵。这场比赛筹集了大约100万美元，确保了汉莎能够续办德丙参赛牌照。2017年8月30日，拜仁与陷入财务困境的奥芬巴赫踢球者踢了一场友谊赛。比赛的所有收入都归奥芬巴赫所有。拜仁的时任CEO鲁梅尼格表示，“奥芬巴赫是一家有着悠久传统的俱乐部，他们在德国一直是一家重要的俱乐部，所以我们很乐意在一场有益的比赛中帮助他们”。2019年5月27日，拜仁与凯泽斯劳滕进行了一场义赛，目的是为了让凯泽斯劳滕获得参加德丙联赛的资格。比赛所得全部归凯泽斯劳滕所有。“凯泽斯劳滕是德国最大的传统俱乐部之一”，鲁梅尼格如是说，“多年来，拜仁与凯泽斯劳滕的比赛都很激烈，现在回想起来也很传奇。足球关乎情感和竞技竞争，但也关乎团结。这就是为什么我们很乐意提供帮助，并希望在可预见的未来，凯泽斯劳滕能够再次升级回到德甲”。
2020年3月，拜仁慕尼黑、普鲁士多特蒙德、RB莱比锡和拜耳勒沃库森这四支参加了2019-20赛季欧冠联赛的德国球队，共同向两级联邦联赛中在COVID-19大流行期间遭遇财政困难的俱乐部捐赠了2000万欧元。
2013年中，拜仁成为第一个向马马格努斯·希尔施菲尔德国家基金会提供资金支持的俱乐部。该基金会主要研究LGBT人群的生活环境，并制定了一个教育理念，以促进足球领域对LGBT主题的公正处理。
2016年，拜仁还获得了国际儿童社交项目足球·友谊颁发的九德杯。

## 训练设施

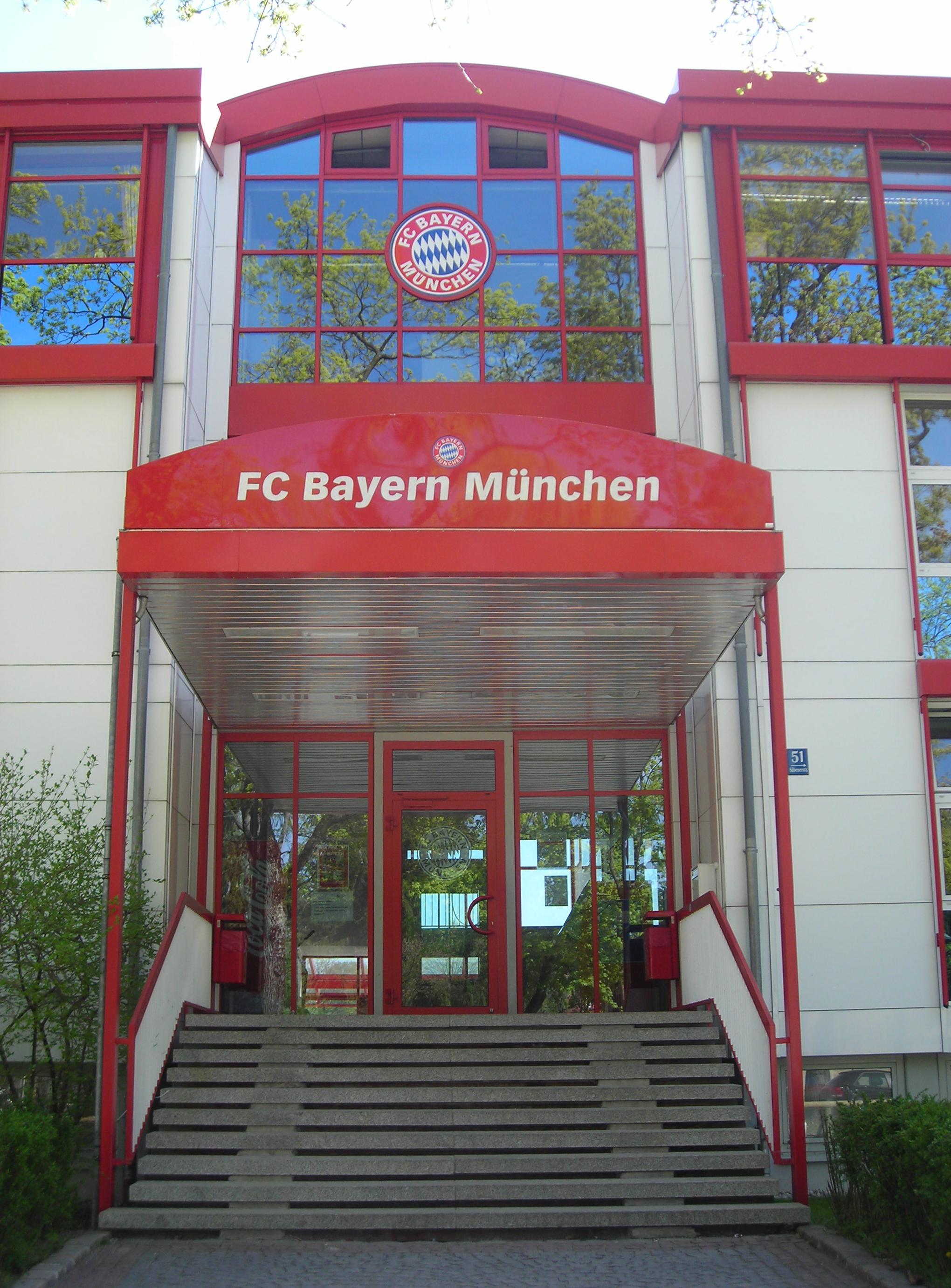
拜仁总部入口

拜仁慕尼黑的总部及训练基地被称为塞贝纳大街（Säbener Strasse），位于慕尼黑的下吉兴-哈拉兴区。一线队及预备队在此设施进行训练。那里共有五块天然草坪——其中两块有地下供暖系统、两块人工草坪、一个沙滩排球场和一座多功能体育馆。

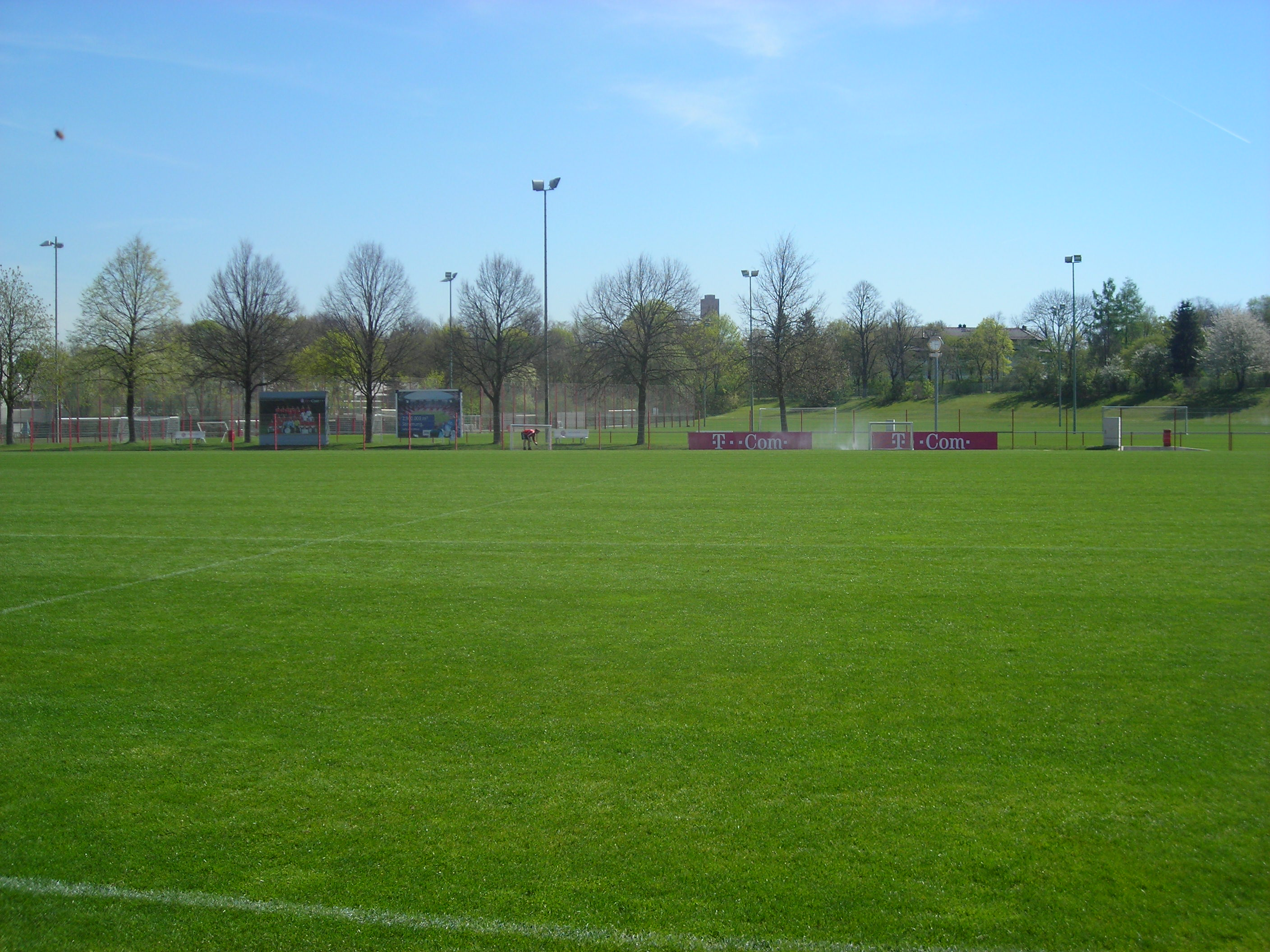
拜仁的训练场地

球员宿舍于1990年开业，并在2007-08赛季根据时任主帅尤尔根·克林斯曼的建议翻修，他从各大体育俱乐部获取了灵感。宿舍现在被称为功能中心，并配备了力量和健身区、按摩设备、更衣室、教练办公室、一间会议室及视频分析检查设备。其它设施还包括咖啡厅、图书馆、电子阅览室和家庭间。
青年之家在2017年8月前也设于塞贝纳大街的总部内。青年之家可容纳14名来自慕尼黑以外地区的15至18岁的青年才俊。作为拜仁青年队的一部分，他们可以在此训练并成长为职业球员。曾在青年之家寄宿的球员包括欧文·哈格里夫斯、巴斯蒂安·施魏因斯泰格、霍尔格·巴德施图伯、大卫·阿拉巴和埃姆雷·詹等。
2006年，拜仁在安联球场附近购置了一块土地，目的是为建造一个新的青训学院。2015年，这个预计将耗资7,000万欧元的项目在克服了内部阻力后正式启动。项目落实的主要原因是既有设施空间不足，同时俱乐部尽管在职业队层面非常成功，但在青训层面仍缺乏与其它德国和欧洲俱乐部的竞争力。新设施计划于2017-18赛季落成。2017年8月21日，拜仁校园开幕，位于慕尼黑北部的因戈尔施塔特大街。校园面积为30公顷，有八个足球场，适合从9岁以下至19岁以下青年梯队以及拜仁女子和女子青年队使用。校园内还有一座可容纳2500名观众的体育场，可用于承办17岁以下德甲联赛、19岁以下德甲联赛、德国青年俱乐部杯以及欧洲青年联赛赛事。安联拜仁学院（Allianz FC Bayern Akademie）亦设于校园内，学院拥有35间公寓，适合不住在慕尼黑大区的年轻学员。学院大楼还为青训教练和员工设有办公室。

## 历史荣誉

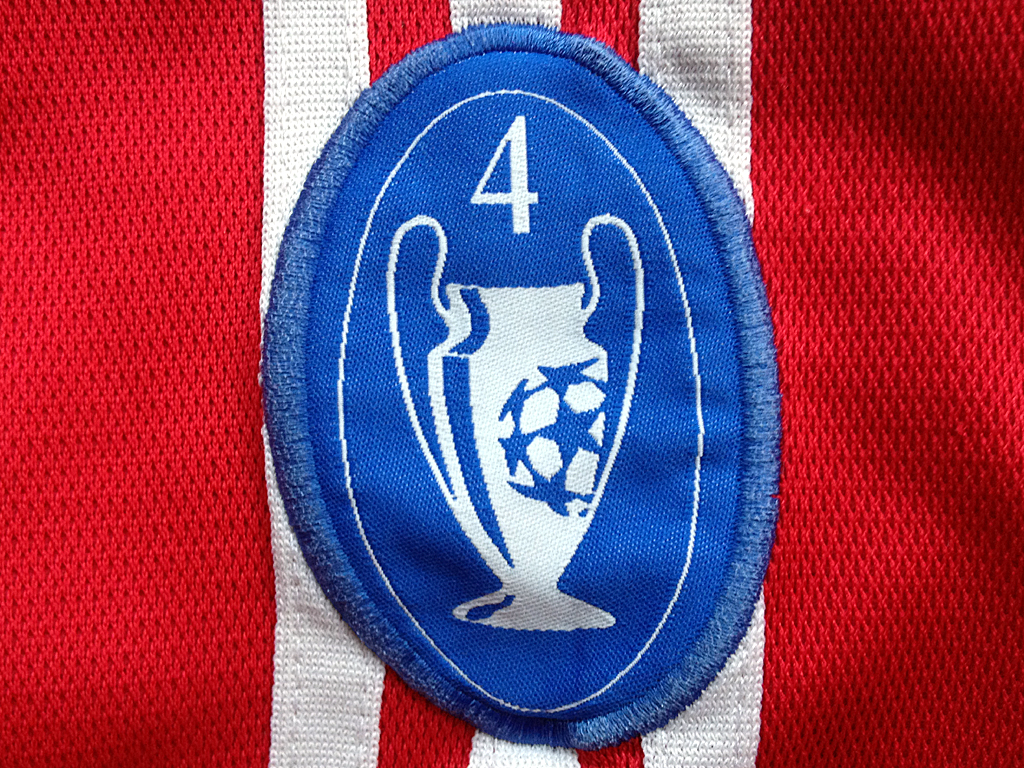
拜仁在2002年欧冠版球衣上佩戴的象征4次冠军的荣誉袖章

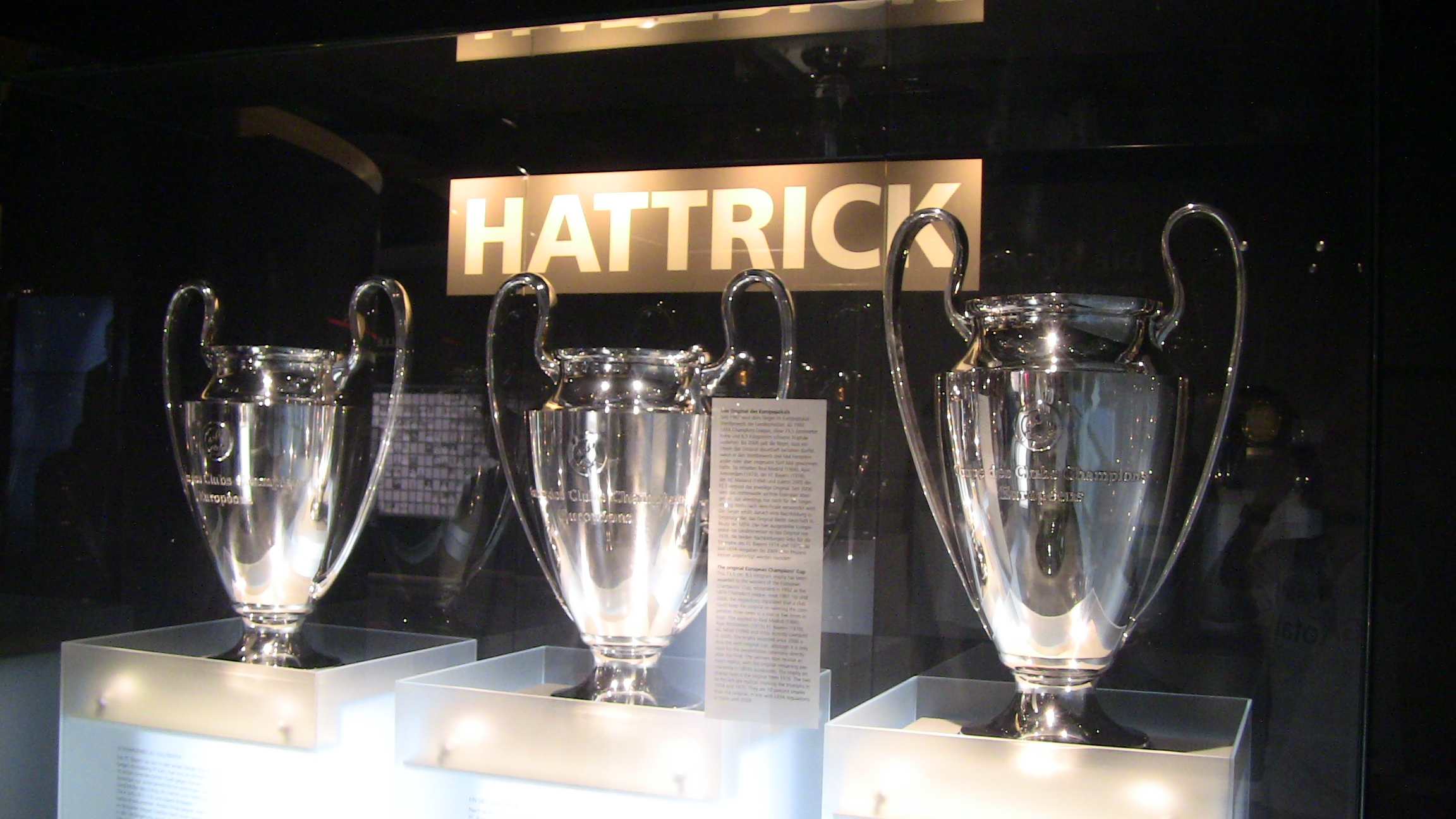
拜仁1974-1976年连续3年获得的欧洲冠军杯奖杯。最右边的奖杯是拜仁永久性拥有的真的欧洲冠军杯奖杯。左边的两个是稍小的欧洲冠军杯奖杯复制品。

拜仁慕尼黑作为德国足球历史上最为成功的俱乐部，其顶级联赛夺冠次数及杯赛夺冠次数均冠绝德国。他们也是在欧洲赛场上最为成功的德国球队，在欧洲三大杯中共赢得8次冠军。拜仁还是曾经包揽欧洲三大杯冠军仅有的四支球队之一，这使球队在参加欧冠比赛时允许佩戴象征多次夺冠荣誉的冠军星章袖标。
| \| \| \| \| 欧洲冠军杯（3） / 欧洲冠军联赛（3） \| | \| \| \| \| 欧洲冠军杯（3） / 欧洲冠军联赛（3） \| | 欧洲优胜者杯（1） | 欧洲联盟杯（1）                     | 欧洲超级杯（2） | 洲际杯 （2） | 世界俱乐部杯（2） |
| -------------------------------------------------- | -------------------------------------------------- | ----------------- | ----------------------------------- | --------------- | ------------ | ----------------- |
| 1974年                                             | 2001年                                             | 1967年            | 1996年                              | 2013年          | 1976年       | 2013年            |
| 1975年                                             | 2013年                                             |                   |                                     | 2020年          | 2001年       | 2020年            |
| 1976年                                             | 2020年                                             |                   |                                     |                 |              |                   |
|                                                    |                                                    |                   | 欧洲冠军杯（3） / 欧洲冠军联赛（3） |                 |              |                   |

|  |  |  | 德国足球冠军（34） |

|  |  | 联赛杯（6） |

## 球员（2025-2026赛季）
1. 粗體字為新加盟球員（二队提升不計）。
2. 者為傷患球員。
3. 国籍图标根据国际足联的参赛资格定义。但球员可能会持有多于一个非国际足联定义的国籍。
4. 名单来源：拜仁慕尼黑官方网站 （页面存档备份，存于）。
5. 2025年夏季轉會窗（英语：List of German football transfers summer 2025）：6月1日至10日，6月16日至9月1日[200]。

### 现役球员
| 號碼     | 國籍     | 球員                                     | 位置             | 年齡     | 加盟年份 | 前屬球會         | 轉會費      |
| 守 门 员 | 守 门 员 | 守 门 员                                 | 守 门 员         | 守 门 员 | 守 门 员 | 守 门 员         | 守 门 员    |
| -------- | -------- | ---------------------------------------- | ---------------- | -------- | -------- | ---------------- | ----------- |
| 1        | 德国     | 曼努埃尔·诺伊尔（Manuel Neuer）          | 門將             | 39       | 2011     | 沙尔克04         | 2,200萬歐元 |
| 26       | 德国     | 斯文·乌爾賴希（Sven Ulreich）            | 門將             | 37       | 2021     | 汉堡             | 自由轉會    |
| 40       | 德国     | 约纳斯·乌尔比希（Jonas Urbig）           | 門將             | 22       | 2025     | 科隆             | 700萬歐元   |
| 後 衛    |          |                                          |                  |          |          |                  |             |
| 2        | 法國     | 達約·烏帕梅卡諾（Dayot Upamecano）       | 中后卫           | 26       | 2021     | RB萊比錫         | 4,250萬歐元 |
| 3        | 大韩民国 | 金玟哉（Kim Min-jae）                    | 中后卫           | 28       | 2023     | 那不勒斯         | 5,000萬歐元 |
| 4        | 德国     | （Jonathan Tah）                         | 中后卫           | 29       | 2025     | 利華古遜         | 200萬歐元   |
| 21       | 日本     | 伊藤洋辉（Hiroki Ito）                   | 中后卫           | 26       | 2024     | 斯图加特         | 2,300萬歐元 |
| 22       | 葡萄牙   | 拉斐爾·古埃雷羅（Raphael Guerreiro）     | 左后卫           | 31       | 2023     | 多特蒙德         | 自由轉會    |
| 23       | 法國     | 萨夏·博埃（Sacha Boey）                  | 右后卫           | 24       | 2024     | 加拉塔沙雷       | 3,000萬歐元 |
| 28       | 德国     | 塔雷克·布赫曼（Tarek Buchmann）          | 中后卫           | 20       | 2023     | 拜仁慕尼黑二队   | 不適用      |
| 44       | 克罗地亚 | 约瑟普·斯塔尼希奇（Josip Stanisic）      | 右后卫           | 25       | 2021     | 拜仁慕尼黑二队   | 不適用      |
| 中 場    |          |                                          |                  |          |          |                  |             |
| 6        | 德国     | 約書亞·基米希（Joshua Kimmich）          | 中后卫／防守中場 | 30       | 2015     | RB萊比錫         | 850万欧元   |
| 8        | 德国     | 莱昂·戈雷茨卡（Leon Goretzka）           | 正中場           | 30       | 2018     | 沙尔克04         | 自由轉會    |
| 10       | 德国     | 查馬爾·穆斯亞拿（Jamal Musiala）         | 進攻中場         | 22       | 2020     | 拜仁慕尼黑二队   | 不適用      |
| 19       | 加拿大   | 阿方索·戴維斯（Alphonso Davies）         | 左中場／左后卫   | 24       | 2019     | 溫哥華白浪       | 1,000万欧元 |
| 20       | 德国     | （Tom Bischof）                          | 正中场           | 20       | 2025     | 賀芬咸           | 30萬歐元    |
| 24       | 德国     | 保罗·万纳（Paul Wanna）                  | 中场             | 19       | 2022     | 拜仁慕尼黑青年队 | 不適用      |
| 27       | 奥地利   | 孔拉德·萊梅爾（Konrad Laimer）           | 正中場           | 28       | 2023     | RB萊比錫         | 自由轉會    |
| 34       | 克罗地亚 | （Lovro Zvonarek）                       | 中場             | 20       | 2023     | 拜仁慕尼黑二队   | 不適用      |
| 45       | 德国     | 亞歷山大·帕夫洛域（Aleksandar Pavlović） | 防守中場         | 21       | 2023     | 拜仁慕尼黑二队   | 不適用      |
| 前 鋒    |          |                                          |                  |          |          |                  |             |
| 7        | 德国     | 塞尔日·格纳布里（Serge Gnabry）          | 左翼             | 30       | 2017     | 雲達不萊梅       | 800万欧元   |
| 9        | 英格兰   | 哈里·凱恩（Harry Kane）                  | 中鋒             | 32       | 2023     | 热刺             | 1億歐元     |
| 14       | 哥伦比亚 | （Luis Díaz）                            | 左翼／中鋒       | 28       | 2025     | 利物浦           | 7,000萬歐元 |
| 17       | 法國     | 米高·奧利斯（Michael Olise）             | 右翼             | 23       | 2024     | 水晶宫           | 5,300万欧元 |

曼努埃尔·诺伊尔、托马斯·穆勒分別為此隊的隊長、副隊長。

1. ↑  另浮动条款为2,000万欧元
2. ↑  另浮动条款为500万欧元

### 外借球員
| 號碼             | 國籍             | 球員                                       | 位置             | 年齡             | 加盟年份         | 外借球會         | 外借球季                      |
| 2025年夏季轉會窗 | 2025年夏季轉會窗 | 2025年夏季轉會窗                           | 2025年夏季轉會窗 | 2025年夏季轉會窗 | 2025年夏季轉會窗 | 2025年夏季轉會窗 | 2025年夏季轉會窗              |
| ---------------- | ---------------- | ------------------------------------------ | ---------------- | ---------------- | ---------------- | ---------------- | ----------------------------- |
| 16               | 葡萄牙           | （João Palhinha）                          | 防守中場         | 30               | 2024             | 托特纳姆热刺     | 25/26球季                     |
| 17               | 西班牙           | （Bryan Zaragoza）                         | 左翼             | 23               | 2024             | 切爾達           | 25/26球季                     |
| 18               | 以色列           | 丹尼尔·佩雷茨（Daniel Peretz）             | 門將             | 25               | 2023             | 汉堡             | 25/26球季                     |
| 20               | 德国             | （Arijon Ibrahimović）                     | 中場             | 19               | 2023             | 海登海姆         | 25/26球季                     |
| 35               | 德国             | （Alexander Nübel）                        | 門將             | 28               | 2020             | 史浩克04         | 23/24賽季 24/25賽季 25/26賽季 |
| -                | 德国             | 阿明多·西布（Armindo Sieb）                | 輔鋒             | 22               | 2024             | 美因茨05         | 24/25賽季 25/26賽季           |
| -                | 德国             | 莫里斯·克拉滕马赫（Maurice Krattenmacher） | 進攻中場         | 20               | 2024             | 柏林赫塔         | 25/26球季                     |

### 離隊球員
1. 『*』為先租出一季或半季後售出

| 號碼             | 國籍             | 球員                                   | 位置               | 年齡             | 加盟年份         | 加盟球會         | 轉會費           |
| 2025年夏季轉會窗 | 2025年夏季轉會窗 | 2025年夏季轉會窗                       | 2025年夏季轉會窗   | 2025年夏季轉會窗 | 2025年夏季轉會窗 | 2025年夏季轉會窗 | 2025年夏季轉會窗 |
| ---------------- | ---------------- | -------------------------------------- | ------------------ | ---------------- | ---------------- | ---------------- | ---------------- |
| 10               | 德国             | 勒鲁瓦·萨内（Leroy Sane）              | 右翼               | 29               | 2020             | 加拉塔沙雷       | 自由轉會         |
| 11               | 法國             | 金斯利·科芒（Kingsley Coman）          | 左翼               | 29               | 2015             | 艾納斯           | 2,500万欧元      |
| 15               | 英格兰           | 艾歷·迪亞（Eric Dier）                 | 中后卫             | 31               | 2024             | 摩納哥           | 自由轉會         |
| 24               | 克罗地亚         | 加布里埃尔·维多维奇（Gabriel Vidović） | 進攻中場／影子前鋒 | 21               | 2022             | 萨格勒布迪纳摩   | 120萬歐元        |
| 25               | 德国             | 托马斯·穆勒（Thomas Müller）           | 影子前鋒           | 35               | 2008             | 溫哥華白浪       | 自由轉會         |
| 39               | 法國             | 马蒂斯·特尔（Mathys Tel）              | 中鋒               | 20               | 2022             | 托特纳姆热刺     | 3,500萬歐元*     |
| 41               | 德国             | 弗兰斯·克雷齐希（Frans Krätzig）       | 左閘               | 22               | 2023             | 薩爾斯堡紅牛     | 350萬歐元        |
| -                | 摩洛哥           | 亚当·阿兹努（Adam Aznou）              | 左閘               | 19               | 2024             | 愛華頓           | 900萬歐元        |

## 著名球員

### 名人堂
在奥利弗·卡恩的于2008年的告别赛中，他被宣布为拜仁慕尼黑历史上的名誉队长。以下为入选了拜仁慕尼黑名人堂（Hall of Fame）的前著名球员：
| 1930年代： - （后卫，1928-36年） 1970年代： - （后卫，1964-77年） - （前锋，1964-79年） - （前锋，1970-78年、1978-79年） - （中场，1970-74年、1978-83年） - （门将，1962-80年） - （后卫，1966-81年） - （中场，1966-78年） | 1980年代： - （前锋，1974-84年） - （后卫，1976-91年） 1990年代： - （中场/后卫，1984-88年、1992-2000年） - （中场，1990-92年、1998-2002年） 2000年代： - （门将，1994-2008年） - （中场，1992-2007年） - （后卫，1997-2004年、2005-06年） - （前锋，1997-2003年） 2010年代： - （后卫，2002-03年、2005-17年） - （中场，2002-15年） | 馬特烏斯 2005年由超過66,000名拜仁球迷評選出來的"拜仁史上最佳陣容"。主教練是 奥特马·希斯菲尔德 [ 203 ] 。 |
| 馬特烏斯 | | |
| 2005年由超過66,000名拜仁球迷評選出來的"拜仁史上最佳陣容"。主教練是奥特马·希斯菲尔德。 | | |

### 队长
曼努埃尔·诺伊尔自2017-2018赛季起成为球队队长。
| 年份      | 队长                         |
| --------- | ---------------------------- |
| 1965-1970 | 维尔纳·奥尔克（后卫）        |
| 1970-1977 | 弗朗茨·贝肯鲍尔（后卫）      |
| 1977-1979 | 塞普·迈耶（门将）            |
| 1979      | 盖德·穆勒（前锋）            |
| 1979-1980 | 格奥尔格·施瓦岑贝克（后卫）  |
| 1980-1983 | 保罗·布莱特纳（中场）        |
| 1983-1984 | 卡尔-海因茨·鲁梅尼格（前锋） |
| 1984-1991 | 克劳斯·奥根塔勒（后卫）      |
| 1991-1994 | 莱蒙德·欧曼（门将）          |
| 1994-1996 | 洛塔尔·马特乌斯（中场/后卫） |
| 1997-1999 | 托马斯·海尔默（后卫）        |
| 1999-2002 | 斯特凡·埃芬博格（中场）      |
| 2002-2008 | 奥利弗·卡恩（门将）          |
| 2008-2011 | 马克·范博梅尔（中场）        |
| 2011-2017 | 菲利普·拉姆（后卫）          |
| 2017-     | 曼努埃尔·诺伊尔（门将）      |

## 教职员
| 拜仁慕尼黑足球俱乐部注册协会董事会 | 拜仁慕尼黑足球俱乐部注册协会董事会     | 拜仁慕尼黑足球俱乐部注册协会董事会 |
| 成员                               | 职位                                   | 来源                               |
| ---------------------------------- | -------------------------------------- | ---------------------------------- |
| 赫伯特·海纳                        | 主席                                   | [ 204 ]                            |
| 迪特·迈尔教授、博士                | 第一副主席                             | [ 204 ]                            |
| 瓦尔特·门内克斯                    | 第二副主席                             | [ 204 ]                            |
| 拜仁慕尼黑股份公司董事会           |                                        |                                    |
| 成员                               | 职位                                   | 来源                               |
| 扬-克里斯蒂安·德雷森               | 董事会主席                             | [ 157 ]                            |
| 米夏埃尔·迪德里希                  | 董事会副主席（财务）                   | [ 157 ]                            |
| 安德烈亚斯·榮格                    | 执行董事（营销）                       | [ 157 ]                            |
| 拜仁慕尼黑股份公司监事会           |                                        |                                    |
| 成员                               | 职位                                   | 来源                               |
| 赫伯特·海纳                        | 主席，拜仁俱乐部注册协会主席           | [ 205 ]                            |
| 扬·海涅曼博士                      | 副主席，阿迪达斯首席法务官兼首席合规官 | [ 205 ]                            |
| 格诺特·德尔纳                      | 副主席，奥迪董事长                     | [ 205 ]                            |
| 韦尔纳·策德里乌斯                  | 副主席，安联集团高级顾问               | [ 205 ]                            |
| 乌利·赫内斯                        | 拜仁俱乐部注册协会名誉主席             | [ 205 ]                            |
| 托尔斯滕·朗格海姆                  | 德国电信董事                           | [ 205 ]                            |
| 迪特·迈尔教授、博士                | 拜仁俱乐部注册协会第一副主席           | [ 205 ]                            |
| 埃德蒙·施托伊贝尔                  | 前巴伐利亚州内阁总理                   | [ 205 ]                            |
| 卡尔-海因茨·鲁梅尼格               | 前拜仁股份公司董事长                   | [ 205 ]                            |

| 姓名                | 职位             |
| 体育总监            | 体育总监         |
| ------------------- | ---------------- |
| 克里斯托弗·弗罗因德 |                  |
| 教练组              |                  |
| 文森特·孔帕尼       | 主教练           |
| 安东尼·巴里         | 助理教练         |
| 阿诺·米歇尔斯       | 助理教练         |
| 若尔特·勒夫         | 助理教练         |
| 米夏埃尔·雷希纳     | 守门员教练       |
| 霍尔格·布罗伊希     | 科学及体能主管   |
| 尼古拉斯·迈尔       | 助理教练         |
| 体能组              |                  |
| 托马斯·威廉密       | 体能及康复教练   |
| 彼得·施勒塞尔       | 体能及康复教练   |
| 西蒙·马蒂内罗       |                  |
| 医疗组              |                  |
| 彼得·于布拉克       | 医疗主管         |
| 约亨·哈内           | 队医             |
| 罗兰·施密特         | 内科，心脏科医生 |
| 體育管理與組織      |                  |
| 凱瑟琳·克吕格       | 队务             |

### 业余时期主教练（1902年－1963年）
| 主教练                          | 任期   | 任期   | 参赛级别                            | 成就                                         |
| 主教练                          | 就职   | 离任   | 参赛级别                            | 成就                                         |
| ------------------------------- | ------ | ------ | ----------------------------------- | -------------------------------------------- |
| 威廉·黑塞林克                   | 1902年 | 1905年 | 慕尼黑城市锦标赛                    | 1902年、1903年、1904年及1905年慕尼黑冠军     |
| 托马斯·泰勒                     | 1906年 | 1909年 | 上巴伐利亚及南巴伐利亚联赛          | 1906年慕尼黑冠军                             |
| 乔治·霍尔                       | 1909年 | 1911年 | 东部县级联赛南区                    | 1910年、1911年巴伐利亚冠军                   |
| 查尔斯·格里菲思                 | 1911年 | 1912年 | 东部县级联赛                        |                                              |
| 威廉·汤利                       | 1913年 | 1921年 | 东部县级联赛                        | 1917年，1918年、1919年、1920年南巴伐利亚冠军 |
| 伊西多尔·屈施纳                 | 1921年 | 1921年 | 南巴伐利亚县级联赛                  |                                              |
| 格奥尔格·施奈德                 | 1921年 | 1922年 | 南巴伐利亚县级联赛                  |                                              |
| 汉斯·施密德一世                 | 1923年 | 1923年 | 南巴伐利亚县级联赛                  | 1923年南巴伐利亚冠军                         |
| 吉姆·麦克弗森                   | 1924年 | 1926年 | 巴伐利亚行政区联赛                  | 1926年南德冠军                               |
| 莱奥·魏斯                       | 1926年 | 1928年 | 巴伐利亚行政区联赛                  | 1928年南德冠军                               |
| 卡尔曼·康拉德                   | 1928年 | 1930年 | 巴伐利亚行政区联赛                  | 1929年、1930年南巴伐利亚冠军                 |
| 理夏德·科恩                     | 1930年 | 1933年 | 巴伐利亚行政区联赛                  | 1932年德国冠军；1931年、1932年南巴伐利亚冠军 |
| 汉斯·陶赫特                     | 1933年 | 1934年 | 巴伐利亚大区联赛                    |                                              |
| 路德维希·霍夫曼                 | 1934年 | 1935年 | 巴伐利亚大区联赛                    |                                              |
| 理夏德·米卡尔克                 | 1936年 | 1937年 | 巴伐利亚大区联赛                    |                                              |
| 海因茨·克尔纳                   | 1937年 | 1938年 | 巴伐利亚大区联赛                    |                                              |
| 路德维希·戈尔德布鲁纳           | 1938年 | 1943年 | 巴伐利亚大区联赛/南巴伐利亚大区联赛 |                                              |
| 康拉德·海德坎普                 | 1943年 | 1945年 | 南巴伐利亚大区联赛                  | 1944年南巴伐利亚冠军                         |
| 阿尔弗雷德·沙费尔               | 1945年 | 1945年 | 巴伐利亚区域联赛                    |                                              |
| 理夏德·赫格                     | 1946年 | 1946年 | 南部高级联赛                        |                                              |
| 约瑟夫·珀廷格                   | 1946年 | 1947年 | 南部高级联赛                        |                                              |
| 弗朗茨·迪特尔                   | 1947年 | 1948年 | 南部高级联赛                        |                                              |
| 阿尔夫·里姆克                   | 1948年 | 1950年 | 南部高级联赛                        |                                              |
| 戴维·戴维森                     | 1950年 | 1950年 | 南部高级联赛                        |                                              |
| 康拉德·海德坎普与 · 赫伯特·莫尔 | 1950年 | 1951年 | 南部高级联赛                        |                                              |
| 马克斯·沙费尔                   | 1951年 | 1953年 | 南部高级联赛                        |                                              |
| 格奥尔格·拜尔雷尔               | 1953年 | 1954年 | 南部高级联赛                        |                                              |
| 格奥尔格·克内普夫勒             | 1954年 | 1954年 | 南部高级联赛                        |                                              |
| 赫伯特·莫尔                     | 1954年 | 1956年 | 南部高级联赛                        | 1956年重新升入南部高级联赛                   |
| 维利巴尔德·哈恩                 | 1956年 | 1958年 | 南部高级联赛                        | 1957年德国足协杯冠军                         |
| 赫伯特·莫尔                     | 1958年 | 1958年 | 南部高级联赛                        |                                              |
| 阿道夫·帕特克                   | 1958年 | 1961年 | 南部高级联赛                        |                                              |
| 赫尔穆特·施奈德                 | 1961年 | 1963年 | 南部高级联赛                        |                                              |
| 赫伯特·埃哈特                   | 1963年 | 1963年 | 南部高级联赛                        |                                              |

### 职业化时期主教练（1963年至今）
自1965年升入德甲以来，拜仁慕尼黑共聘用过17位主教练。其中乌多·拉特克、吉奥瓦尼·特拉帕托尼和奥特马·希斯菲尔德曾担任过两届主教练。弗朗茨·贝肯鲍尔则担任过一届主教练及一次代理主教练。拉特克是俱乐部历史上最成功的主教练，共赢得过6次德甲冠军、3次德国杯冠军和1次欧洲冠军杯冠军；紧随其后的是希斯菲尔德，他也率队赢得了5次德甲冠军、2次德国杯冠军和1次欧洲冠军联赛冠军。俱乐部历史上成绩最糟糕的主教练是丹麦人索伦·勒比，他在任期内只赢得了不到三分之一的比赛，并导致拜仁在1991-92赛季深陷降级边缘。
| 序号 | 主教练                    | 任期           | 任期           | 任期  | 主要 冠军 | 本土 | 本土 | 本土 | 本土 | 欧洲 | 欧洲 | 欧洲 | 欧洲 | 世界 | 世界 |
| 序号 | 主教练                    | 就职           | 离任           | 天数  | 主要 冠军 | 德甲 | 德杯 | 德联 | 德超 | 欧冠 | 欧联 | 欧超 | 欧杯 | 洲际 | 世俱 |
| ---- | ------------------------- | -------------- | -------------- | ----- | --------- | ---- | ---- | ---- | ---- | ---- | ---- | ---- | ---- | ---- | ---- |
| 1    | 兹拉特科·柴可夫斯基       | 1963年7月1日   | 1968年6月30日  | 1,826 | 3         | –    | 2    | –    | –    | –    | –    | –    | 1    | –    | –    |
| 2    | 布兰科·泽贝茨             | 1968年7月1日   | 1970年3月13日  | 620   | 2         | 1    | 1    | –    | –    | –    | –    | –    | –    | –    | –    |
| 3    | 乌多·拉特克               | 1970年3月14日  | 1975年1月2日   | 1,755 | 5         | 3    | 1    | –    | –    | 1    | –    | –    | –    | –    | –    |
| 4    | 德特马·克拉默             | 1975年1月16日  | 1977年11月30日 | 1,049 | 3         | –    | –    | –    | –    | 2    | –    | –    | –    | 1    | –    |
| 5    | 汝拉·洛兰特               | 1977年12月2日  | 1979年2月28日  | 453   | –         | –    | –    | –    | –    | –    | –    | –    | –    | –    | –    |
| 6    | 帕尔·策纳伊               | 1979年3月1日   | 1983年5月16日  | 1,537 | 4         | 2    | 1    | –    | 1    | –    | –    | –    | –    | –    | –    |
| 7    | 赖因哈德·扎夫蒂希（代理） | 1983年5月17日  | 1983年6月30日  | 44    | –         | –    | –    | –    | –    | –    | –    | –    | –    | –    | –    |
| 8    | 乌多·拉特克               | 1983年7月1日   | 1987年6月30日  | 1,460 | 5         | 3    | 2    | –    | –    | –    | –    | –    | –    | –    | –    |
| 9    | 尤普·海因克斯             | 1987年7月1日   | 1991年10月8日  | 1,560 | 4         | 2    | –    | –    | 2    | –    | –    | –    | –    | –    | –    |
| 10   | 索伦·列比                 | 1991年10月9日  | 1992年3月10日  | 153   | –         | –    | –    | –    | –    | –    | –    | –    | –    | –    | –    |
| 11   | 埃里希·里贝克             | 1992年3月11日  | 1993年12月27日 | 656   | –         | –    | –    | –    | –    | –    | –    | –    | –    | –    | –    |
| 12   | 弗朗茨·贝肯鲍尔           | 1993年12月28日 | 1994年6月30日  | 184   | 1         | 1    | –    | –    | –    | –    | –    | –    | –    | –    | –    |
| 13   | 吉奥瓦尼·特拉帕托尼       | 1994年7月1日   | 1995年6月30日  | 364   | –         | –    | –    | –    | –    | –    | –    | –    | –    | –    | –    |
| 14   | 奥托·雷哈格尔             | 1995年7月1日   | 1996年4月27日  | 301   | –         | –    | –    | –    | –    | –    | –    | –    | –    | –    | –    |
| 15   | 弗朗茨·贝肯鲍尔（代理）   | 1996年4月29日  | 1996年5月15日  | 62    | 1         | –    | –    | –    | –    | –    | 1    | –    | –    | –    | –    |
| 16   | 克劳斯·奥根塔勒（代理）   | 1996年5月16日  | 1996年6月30日  | 45    | –         | –    | –    | –    | –    | –    | –    | –    | –    | –    | –    |
| 17   | 吉奥瓦尼·特拉帕托尼       | 1996年7月1日   | 1998年6月30日  | 729   | 3         | 1    | 1    | 1    | –    | –    | –    | –    | –    | –    | –    |
| 18   | 奥特马·希斯菲尔德         | 1998年7月1日   | 2004年6月30日  | 2,191 | 11        | 4    | 2    | 3    | –    | 1    | –    | –    | –    | 1    | –    |
| 19   | 菲利克斯·马加特           | 2004年7月1日   | 2007年1月31日  | 944   | 5         | 2    | 2    | 1    | –    | –    | –    | –    | –    | –    | –    |
| 20   | 奥特马·希斯菲尔德         | 2007年2月1日   | 2008年6月30日  | 515   | 3         | 1    | 1    | 1    | –    | –    | –    | –    | –    | –    | –    |
| 21   | 尤尔根·克林斯曼           | 2008年7月1日   | 2009年4月27日  | 300   | –         | –    | –    | –    | –    | –    | –    | –    | –    | –    | –    |
| 22   | 尤普·海因克斯（代理）     | 2009年4月28日  | 2009年6月30日  | 63    | –         | –    | –    | –    | –    | –    | –    | –    | –    | –    | –    |
| 23   | 路易斯·范加尔             | 2009年7月1日   | 2011年4月9日   | 647   | 3         | 1    | 1    | –    | 1    | –    | –    | –    | –    | –    | –    |
| 24   | 安德里斯·永克尔（代理）   | 2011年4月10日  | 2011年6月30日  | 81    | –         | –    | –    | –    | –    | –    | –    | –    | –    | –    | –    |
| 25   | 尤普·海因克斯             | 2011年7月1日   | 2013年6月30日  | 730   | 4         | 1    | 1    | –    | 1    | 1    | –    | –    | –    | –    | –    |
| 26   | 佩普·瓜迪奥拉             | 2013年7月1日   | 2016年6月30日  | 1,095 | 7         | 3    | 2    | –    | –    | –    | –    | 1    | –    | –    | 1    |
| 27   | 卡洛·安切洛蒂             | 2016年7月1日   | 2017年9月28日  | 454   | 3         | 1    | –    | –    | 2    | –    | –    | –    | –    | –    | –    |
| 28   | 威利·萨尼奥尔（代理）     | 2017年9月29日  | 2017年10月8日  | 9     | –         | –    | –    | –    | –    | –    | –    | –    | –    | –    | –    |
| 29   | 尤普·海因克斯             | 2017年10月9日  | 2018年7月1日   | 265   | 1         | 1    | –    | –    | –    | –    | –    | –    | –    | –    | –    |
| 30   | 尼科·科瓦奇               | 2018年7月1日   | 2019年11月3日  | 490   | 3         | 1    | 1    | –    | 1    | –    | –    | –    | –    | –    | –    |
| 31   | 汉斯-迪特·弗利克          | 2019年11月3日  | 2021年6月30日  | 605   | 7         | 2    | 1    | –    | 1    | 1    | –    | 1    | –    | –    | 1    |
| 32   | 尤利安·纳格尔斯曼         | 2021年7月1日   | 2023年3月24日  | 1,508 | 3         | 1    | –    | –    | 2    | –    | –    | –    | –    | –    | –    |
| 33   | 湯瑪士·杜曹               | 2023年3月24日  | 2024年5月29日  | 431   | 1         | 1    | –    | –    | -    | –    | –    | –    | –    | –    | –    |
| 34   | 樊尚·孔帕尼               | 2024年5月29日  | 至今           | 445   | 1         | 1    | –    | –    | –    | –    | –    | –    | –    | –    | –    |

## 其它部门

### 二队
拜仁二队成立于1900年，在2005年以前曾被称作拜仁业余队，其的主旨是为拜仁青年队的球员在进入一线队前提供实战赛事的平台。球员构成主要是年龄介乎于18至23岁间富潜力的年轻球员，搭配少数富有比赛经验的老队员以提供经验。拜仁二队曾多次参加德国杯，甚至曾有过在这项赛事中与拜仁一线队对垒的经历，那是1977年的第四轮，拜仁二队以3比5败北。拜仁二队最后一次参加德国杯是在2004-05赛季，当时他们进入了四分之一决赛。但从2008年起，预备队不再被允许参加这项赛事。1983年和1987年，拜仁二队曾两次进入德国业余冠军赛的决赛，但都分别以0比2负于洪堡和1比4负于杜伊斯堡，与冠军失之交臂。2019-20赛季，拜仁二队以19胜8平11负积65分的成绩夺得德国足球丙级联赛冠军，这也是德国足球联赛历史上首次有俱乐部的二队获得丙级联赛冠军。目前，拜仁二队于巴伐利亚足球地区联赛（第四级）作赛，主教练为马丁·德米凯利斯。

### 青年队
拜仁青年队是俱乐部青训系统的一部分，创立于1902年，并在1995年改制。其主旨是为年轻球员提供培训，以使俱乐部能长期延续在国际足坛的重要地位。球队的候选名单不常变动，而年轻球员则可通过训练改变他们的地位，表现优异的球员可以晋身拜仁二队或直接升入职业队。青年队由11个不同年龄的组别构成，共有170多位球员，其中年龄最小的在10岁以下。球队所培养出的一些知名球员包括托马斯·希策尔斯佩格、欧文·哈格里夫斯、菲利普·拉姆、巴斯蒂安·施魏因斯泰格和托马斯·穆勒，其现任青训主管为约亨·绍尔。

### 女子足球队
女足部门由五支球队组成，包括一支职业队、一支预备队和两支青年队。拜仁女子足球队成立于1970年，历史上曾几经沉浮，现长期处于女子德甲积分榜上游地位。她们取得的最大成就是在1976年夺得德国女子足球锦标赛冠军、以及在2015年、2016年和2021年夺得女子德甲联赛冠军。2012年5月12日，拜仁女足在德国足协杯决赛以2:0战胜卫冕冠军法兰克福女足，这是球队首次夺得德国足协杯冠军。球队现任主教练为延斯·朔伊尔。

### 其它运动
拜仁慕尼黑的其它运动部门还包括篮球、保龄球、国际象棋、体操、手球、裁判、大龄足球和乒乓球等。
篮球部门成立于1946年，现设26支球队，其中男队4支，女队3支，青年队16支和老龄队3支。 男队是五届德国篮球冠军，分别于1954年、1955年、2014年、2018年和2019年夺冠。此外，该队还赢得了1968年、2018年和2021年的德国篮球杯赛冠军。球队的主场设在森德灵-西公园区内的奥迪圆顶。 
拜仁保龄球部成立于1984年。如今部门有4支运动队，成员46人。目前参加巴伐利亚州最高级别的比赛地区A级联赛。
拜仁国际象棋部成立于1908年，并自1995年退出欧洲顶级比赛。从那时起，该部门一直处于巴伐利亚联赛，并由此升入德国乙级联赛。在2000年的德国冠军赛中，他们在5分钟快棋赛中最终名列第12名。从此，象棋部的实力开始增强，如今队里已有6位国际象棋大师。在国际象棋部的4支队伍里，有3支队都处于乙级联赛。
拜仁体操部成立于1974年，是面向奥林匹克运动会体操项目所设置的。因而它的成员也严格限定于有体操天分的年轻人群。两德统一之前，体操部取得了一系列辉煌的成绩，分别在1983、1986、1987和1988年夺得了全国冠军，尤其是1988年，在青少年组和学生组上包揽了全部冠军。并有大量的运动员曾入选国家队，代表德国出战欧锦赛，世锦赛和奥运会。体操部现有32名运动员。
拜仁手球部成立于1945年，原则上是为了提高手球爱好者的竞技水平。设有10支不同年龄及性别的队伍共245名成员。
拜仁裁判部成立于1919年，是欧洲规模最大的足球裁判部门，现有约110名足球裁判。即使是在如今足球裁判人数减少的大背景下，部门依然能保持许多会员，拜仁裁判每年大约要执法1500次。除了许多经常执法的裁判和在所有类别联赛的观察员外，拜仁裁判员还参加巴伐利亚足球协会委员会。此外，他们也会经常受邀执法一些友谊赛。
拜仁大龄足球部成立于2002年，主要参与慕尼黑市不同级别的业余足球比赛，给大龄足球爱好者提供比赛机会，同时组织队员代表俱乐部参加国内外的友谊赛。现设有4支不同年龄段的队伍共165名成员。
拜仁兵乓球部成立于1946年，主要目的是发掘年轻球员，同时兼顾成年人的运动娱乐。部门现设有14支不同年龄及性别的队伍共150名成员。

## 脚注
1. ↑  Whitney, Clark. . Goal (website). 8 April 2010  [28 September 2014]. （原始内容存档于29 June 2014）.
2. ↑  . allianz-arena.com. FC Bayern Munich.   [29 October 2024].
3. ↑  . FIFA.   [2012-05-10]. （原始内容存档于2009-02-21）.
4. 1 2 3  Schulze-Marmeling 2003，第17-33頁.
5. 1 2 3 4  . FC Bayern Munich Official Website. 2003  [2008-08-11]. （原始内容存档于2010-04-11）.
6. 1 2  Schulze-Marmeling 2003，第134頁.
7. ↑  （中文）小猪已接受脚踝手术 不影响月底拜仁集训 （页面存档备份，存于）. ESPN. 2013-06-04.
8. 1 2 3 4  Schulze-Marmeling 2003，第581頁.
9. 1 2  . Deloitte. 2025-01-23  [2025-05-12]. 原始内容存档于2025-05-06.
10. ↑  . Kicker. 2023-02-26  [2023-09-15]. （原始内容存档于2023-10-06）.
11. ↑  . FC Bayern Munich.   [2023-09-15]. （原始内容存档于2023-09-29）.
12. 1 2  . FC Bayern Munich Official Website. 2007  [2008-07-03]. （原始内容存档于2011-10-22）.
13. ↑  . kassiesa.net.   [2025-05-12]. （原始内容存档于2025-02-05）.
14. ↑  Schulze-Marmeling 2003，第30-40頁.
15. ↑  Schulze-Marmeling 2003，第51-63頁.
16. ↑  Schulze-Marmeling 2003，第101-102頁
17. ↑  Schulze-Marmeling 2003，第105-120頁
18. 1 2 3  . FC Bayern Munich Official Website. 2003  [2008-08-11]. （原始内容存档于2012-05-09）.
19. ↑  Schulze-Marmeling 2003，第120-126頁
20. ↑  Schulze-Marmeling 2003，第155-158頁
21. ↑  Schulze-Marmeling 2003，第165-171頁
22. 1 2  . FC Bayern Munich Official Website. 2003  [2008-08-11]. （原始内容存档于2012-05-09）.
23. ↑  . BBC Sport. British Broadcasting Corporation. 1999-05-19  [2012-03-29]. （原始内容存档于2013-06-15）.
24. ↑  Schulze-Marmeling 2003，第190-198頁
25. ↑  Schulze-Marmeling 2003，第214-226頁
26. ↑  Schulze-Marmeling 2003，第226-227頁
27. ↑  Schulze-Marmeling 2003，第273-299頁
28. ↑  . FC Bayern Munich Official Website. 2003  [2008-08-11]. （原始内容存档于2012-06-03）.
29. ↑  Schulze-Marmeling 2003，第307-345頁
30. ↑  Schulze-Marmeling 2003，第351-433頁
31. ↑  . FC Bayern Munich Official Website. 2007-01-31  [2008-07-15]. （原始内容存档于2012-06-16）.
32. ↑  . 央视网. 2008-12-02  [2025-05-12].
33. ↑  Bayern Magazin: 1/59, Seite: 16–21, 2007-08-11
34. 1 2  . fussballdaten.de. 2008-05-17  [2008-07-15]. （原始内容存档于2008-05-26）.
35. ↑  . The official FC Bayern Munich website. 2008-01-11  [2008-01-11]. （原始内容存档于2012-06-16）.
36. ↑  . The official FC Bayern Munich website. 2009-04-27  [2009-04-27]. （原始内容存档于2012-03-14）.
37. ↑  . 央视网. 2008-12-02  [2025-05-12].
38. ↑  . ESPN. 2010-05-08  [2010-05-10]. （原始内容存档于2014-04-19）.
39. ↑  . BBC. 2010-05-15  [2010-05-15]. （原始内容存档于2010-05-18）.
40. ↑  . WhoScored.com.   [2013-06-07]. （原始内容存档于2011-03-04）.
41. ↑  . Yahoo!Sport. 2011-03-15  [2012-04-15]. （原始内容存档于2012-09-15）.
42. ↑  拜仁成就“三亚王” （页面存档备份，存于）. 新民网. 2012-05-22.
43. ↑  . FC Bayern Munich. 2012-04-24  [20112-04-24]. （原始内容存档于2012-04-27）.
44. ↑  . UEFA. 2012-05-20  [2012-05-20]. （原始内容存档于2012-05-11）.
45. ↑  .   [2013-06-07]. （原始内容存档于2013-05-15）.
46. ↑  . fcbayern.telekom.de. 2012-10-19  [2012-10-27]. （原始内容存档于2012-10-23）.
47. ↑  . fcbayern.telekom.de. 2012-10-22  [2012-10-27]. （原始内容存档于2012-10-23）.
48. ↑  . FC Bayern Munich. 2013-04-06  [2013-04-06]. （原始内容存档于2013-04-09）.
49. ↑  . UEFA.   [2013-06-07]. （原始内容存档于2013-06-03）.
50. ↑  .   [2013-06-07]. （原始内容存档于2012-08-29）.
51. ↑  Taylor, Daniel. . The Guardian. 2013-05-26  [2013-05-28]. （原始内容存档于2013-05-27）.
52. ↑  .   [2013-08-20]. （原始内容存档于2013-06-08）.
53. ↑  （中文）. 腾讯. 2013-04-23  [2013-08-20]. （原始内容存档于2013-08-24）.
54. ↑  . UEFA. 2013-08-30  [2013-08-31]. （原始内容存档于2013-09-01）.
55. ↑  . The Independent. 2013-11-09  [2013-11-25]. （原始内容存档于2013-11-12）.
56. ↑  . FIFA. 2013-12-22  [2013-12-21]. （原始内容存档于2013-12-21）.
57. ↑  .   [2013-12-22]. （原始内容存档于2015-02-12）.
58. ↑  . The Guardian. 2014-03-26  [2014-03-26]. （原始内容存档于2014-03-26）.
59. ↑  . USA Today. 2014-05-17  [2014-05-18]. （原始内容存档于2014-05-18）.
60. ↑  Oltermann, Philip. . The Guardian. 2014-03-13  [2023-04-11]. ISSN 0261-3077. （原始内容存档于2023-04-11）.
61. ↑  . ESPN.com. 2014-09-11  [2025-01-12]. Hopfner, who has worked at Bayern in various positions since 1983, succeeded Uli Hoeness as president after he was imprisoned following his tax evasion trial earlier this year. The 62-year-old was elected into the role in May, and on Monday he was chosen as the club's new chairman of the supervisory board until the end of 2015.
62. ↑  . BBC. 2016-05-21  [2019-04-12]. （原始内容存档于2017-10-05）.
63. ↑  . Deutsche Welle.   [2023-03-27]. （原始内容存档于2023-03-27）.
64. ↑  . SkySports. 2015-12-20  [2017-04-11]. （原始内容存档于2016-05-24）.
65. ↑  . ESPN FC. 2017-04-29  [2019-04-12]. （原始内容存档于2017-05-08）.
66. ↑  . FCBayernMünchen. 2017-10-06  [2017-10-06]. （原始内容存档于2017-10-06）.
67. ↑  . DFB.de (German Football Association). 2018-05-19  [2018-05-19]. （原始内容存档于2018-05-21）.
68. ↑  . DFB.de (German Football Association). 2018-05-19  [2018-05-21]. （原始内容存档于2018-05-21）.
69. ↑  . FCBayern.com (FC Bayern Munich). 2019-03-27  [2019-03-27]. （原始内容存档于2019-03-27）.
70. ↑  . BBC Sport. 2019-03-27  [2019-03-27]. （原始内容存档于2019-03-27）.
71. ↑  . fcbayern.com. Bayern Munich. 7 July 2019  [19 August 2019]. （原始内容存档于2021-01-15）.
72. ↑  . The Guardian. 3 November 2019  [4 November 2019]. （原始内容存档于2020-11-12）.
73. ↑  . fcbayern.com. Bayern Munich. 3 November 2019  [3 November 2019]. （原始内容存档于2019-11-03）.
74. ↑  . fcbayern.com. Bayern Munich. 22 December 2019  [26 December 2019]. （原始内容存档于2019-12-22）.
75. ↑  . Eurosport. 2020-06-24  [2023-02-15]. （原始内容存档于2022-12-03）.
76. ↑  . Deutsche Welle.   [2023-02-15]. （原始内容存档于2023-02-15）.
77. ↑  Murray, Scott. . The Guardian. 2020-08-14  [2023-04-11]. ISSN 0261-3077. （原始内容存档于2023-04-18）.
78. ↑  . USA Today.   [2023-03-27]. （原始内容存档于2023-03-27）.
79. ↑  . UEFA. 2020-09-04  [2020-10-08]. （原始内容存档于2021-04-17）.
80. ↑  McNulty, Phil. . BBC. 2020-09-24  [2020-09-24]. （原始内容存档于2020-09-25）.
81. ↑  . FIFA. 11 February 2021  [2021-02-12]. （原始内容存档于2021-05-23）.
82. ↑  . The Guardian. 2021-05-22  [2021-05-22]. （原始内容存档于2021-10-29）.
83. ↑  . ESPN. 2021-04-27  [2021-06-06]. （原始内容存档于2021-06-06）.
84. ↑  . ESPN. 2021-05-25  [2021-06-06]. （原始内容存档于2021-06-06）.
85. ↑  Falk, Christian. . The Guardian. 2021-04-27  [2021-06-06]. （原始内容存档于2021-10-24）.
86. ↑  Ben Church. . CNN.   [2022-07-15]. （原始内容存档于2022-07-15）.
87. ↑  . FC Bayern Munich. 2023-03-24  [2023-03-24]. （原始内容存档于2023-03-24）.
88. ↑  Ronald, Issy. . CNN. 2023-05-27  [2023-05-28]. （原始内容存档于2023-05-28）.
89. ↑  . FC Bayern Munich. 2023-08-12  [2023-08-12]. （原始内容存档于2023-08-12）.
90. ↑  . fcbayern.com. FC Bayern München.   [2024-09-09]. （原始内容存档于2024-02-26）.
91. ↑  . fcbayern.com. FC Bayern München.   [2024-09-09]. （原始内容存档于2024-05-29）.
92. ↑  . ESPN.   [2025-05-05]. （原始内容存档于2025-05-12）.
93. ↑  . 新华网. 2025-05-05  [2025-05-12].
94. ↑  . stickerfreak.   [2014-05-12]. （原始内容存档于2013-11-27）.
95. ↑  . FC Bayern Fan-Shop.   [2008-08-13]. （原始内容存档于2011-04-19）.
96. ↑  . Der Spiegel. 2 September 2013  [10 May 2014]. （原始内容存档于28 March 2014）.
97. ↑  1. FC Kaiserslautern versus FC Bayern Munich – all games since 1963 （页面存档备份，存于） Weltfussball.de. 2009-05-15.
98. ↑  . 标志情报局. 2024-10-19. （原始内容存档于2024-11-15）.
99. ↑  Raimund Simmet, Dietrich. . Die Werkstatt. 2021: 22. ISBN 978-3-7307-0561-2.
100. ↑  Schulze-Marmeling 2003，第451-452頁
101. ↑  Schulze-Marmeling 2003，第55頁.
102. ↑  Schulze-Marmeling 2003，第453-455頁
103. ↑  Schulze-Marmeling 2003，第122頁.
104. ↑  . FC Bayern Munich Official Website. 2005  [2008-08-11]. （原始内容存档于2012-05-15）.
105. ↑  . Freunde des Sechz'ger Stadions e.V. 2007  [2008-07-14]. （原始内容存档于2008-09-22）.
106. ↑  Manfred Brocks .... . Harenberg. 1985: 286–287. ISBN 3-88379-035-4.
107. ↑  . Olympiapark München GmbH. 2007-12-31  [2008-07-12]. （原始内容存档于2009-02-07）.
108. 1 2  Schulze-Marmeling 2003，第463-469頁
109. ↑  . Allianz Arena München Stadion GmbH. 2007  [2008-07-12]. （原始内容存档于2008-05-29）.
110. ↑  . fcbayern.com.   [2012-08-29]. （原始内容存档于2012-09-04）.
111. ↑  Schulze-Marmeling 2003，第465-469頁
112. ↑  .   [2013-06-07]. （原始内容存档于2013-05-27）.
113. 1 2  . FC Bayern Munich. 2019-11-15  [2019-11-16]. （原始内容存档于2021-10-27）.
114. ↑  . Bundesliga.com. 2018-02-11. （原始内容存档于2018-02-11）.
115. ↑  . FC Bayern Munich. 2017-03-23. （原始内容存档于2018-02-10）.
116. ↑  . weltfussball.de. 2008  [2008-07-07]. （原始内容存档于2008-12-07）.
117. ↑   (PDF). Sport+Markt. 2010-09-09  [2010-09-09]. （原始内容 (PDF)存档于2010-09-23）.
118. ↑  Abendzeitung, Germany. . abendzeitung-muenchen.de. 2013-04-13. （原始内容存档于2014-12-06）.
119. ↑  Bitz, Xaver. . tz.de. 2016-06-14  [2016-07-03]. （原始内容存档于2016-03-04）.
120. ↑  . Stern. （原始内容存档于2014-12-04）.
121. ↑  . DFB – Deutscher Fußball-Bund e. V. （原始内容存档于2017-03-05）.
122. ↑  . DIE WELT. 2014-08-28. （原始内容存档于2016-03-04）.
123. ↑  . Süddeutsche.de. （原始内容存档于2014-12-04）.
124. ↑  . sportbuzzer.de. 2014-10-14. （原始内容存档于2014-12-05）.
125. ↑  . Berliner Bajuwaren (Bayern Fanclub). 2008  [2008-07-17]. （原始内容存档于2008-12-21）.
126. ↑  . bundesliga.com. 2020  [2020-10-11]. （原始内容存档于2020-10-15）.
127. ↑  . DW. 2017-10-02  [2018-05-02]. （原始内容存档于2018-05-02）.
128. ↑  . @FCBayernEN. 2016-05-21  [2018-05-02]. （原始内容存档于2021-03-08）.
129. ↑  . 拜仁慕尼黑俱乐部. 2018-12-12  [2025-05-12].
130. ↑  . FC Bayern Munich.   [2020-10-05]. （原始内容存档于2020-10-12）.
131. ↑  . news.com.au. 2008-07-18  [2011-11-02]. （原始内容存档于2012-03-06）.
132. ↑  . TZ. 2010-05-10  [2011-08-09]. （原始内容存档于2011-10-02）.
133. ↑  .   [2013-06-10]. （原始内容存档于2013-10-02）.
134. ↑  （中文）创纪录高分+五连杀拜仁 103年来最完美的黄黑军 （页面存档备份，存于）. 体坛网. 2012-05-13.
135. ↑  （中文）. uefa. 2013-05-25  [2013-06-08]. （原始内容存档于2013-06-17）.
136. ↑  谢宁. . 《足球俱乐部》. 2003年, (第6期). ISSN 1006-5814.
137. ↑  （中文）. 北方网. 2008-01-27  [2013-06-08]. （原始内容存档于2014-04-15）.
138. ↑  Schulze-Marmeling 2003，第439-449頁
139. 1 2  . FC Bayern Munich.   [2011-04-07]. （原始内容存档于2011-04-11）.
140. ↑  Schulze-Marmeling 2003，第256-257頁
141. ↑  Bundesliga 1973/1974 » 12. Spieltag Kaiserslautern versus bayern （页面存档备份，存于） Weltfussball.de. [2009-05-15]
142. ↑  The "Roten Teufel" (red devils) – tradition and wonder （页面存档备份，存于） sportfive.com. [2009-05-15]
143. 1 2  . FC Bayern Munich Official Website. 2008  [2008-08-15]. （原始内容存档于2012-05-15）.
144. ↑  . FC Bayern Munich Official Website. 2007-03-30  [2008-08-15]. （原始内容存档于2012-05-15）.
145. ↑  . FC Bayern Munich Official Website. 2007-09-01  [2008-08-15]. （原始内容存档于2012-05-15）.
146. ↑  . 2007-03-09  [2008-08-15]. （原始内容存档于2012-05-15）.
147. ↑  （中文）. 搜狐. 2010-03-30  [2013-06-08]. （原始内容存档于2014-04-15）.
148. ↑  . sportal.de. 2012-04-25  [2012-04-26]. （原始内容存档于2016-03-05）.
149. ↑  Real Madrid has more respect for Bayern than vice versa, says Metzelder （页面存档备份，存于）. Goal.com. 2012-04-16.
150. ↑  歐冠足》拜仁門將超低級失誤 皇馬連3年殺入決賽 （页面存档备份，存于） 中時電子報，2018年5月2日
151. ↑  . 网易财经. 2016-04-29  [2017-02-17]. （原始内容存档于2016-09-13）.
152. ↑  . 腾讯体育. 2014-11-03  [2017-02-17]. （原始内容存档于2017-02-17）.
153. ↑  . 网易体育. 2012-09-14  [2017-02-17]. （原始内容存档于2017-02-17）.
154. ↑  . 网易体育. 2012-09-14  [2017-02-17]. （原始内容存档于2017-02-17）.
155. ↑  . 网易体育. 2012-09-14  [2017-02-17]. （原始内容存档于2017-02-17）.
156. ↑  . 网易体育. 2012-09-14  [2017-02-17]. （原始内容存档于2017-02-18）.
157. 1 2 3 4  . FC Bayern Munich Official Website.   [2023-09-15]. （原始内容存档于2023-08-03）.
158. ↑  . FC Bayern Munich.   [2017-02-16]. （原始内容存档于2017-02-07）.
159. ↑  . Bayern Magazin. 2010, 61 (11): 14.
160. ↑  . FC Bayern Munich.   [2014-03-15]. （原始内容存档于2015-11-26）.
161. ↑  . FC Bayern Munich.   [2011-04-03]. （原始内容存档于2011-08-05）.
162. ↑  Schulze-Marmeling 2003，第473-474頁
163. ↑  . FC Bayern Munich Official Website. 2009-11-27  [2009-12-11]. （原始内容存档于2011-04-08）.
164. 1 2 3  . Bayern München.   [2025-05-13]. （原始内容存档于2024-10-08）.
165. ↑  . FC Bayern Munich Official Website.   [2013-06-18]. （原始内容存档于2012-08-13）.
166. ↑  . FC Bayern Munich Official Website.   [2013-06-18]. （原始内容存档于2012-08-13）.
167. ↑  . FC Bayern Munich Official Website.   [2013-05-28]. （原始内容存档于2013-01-13）.
168. ↑  . FC Bayern Munich Official Website.   [2013-06-18]. （原始内容存档于2012-08-13）.
169. ↑  . offensivgeist.de. 2012-12-07  [2013-01-27]. （原始内容存档于2013-01-01）.
170. ↑  （中文）. 网易. 2007-11-23  [2013-06-08]. （原始内容存档于2013-09-11）.
171. ↑  Vierjahreswertung: 4 Jahreswertung DFL （页面存档备份，存于）
172. ↑  Bensch, Bob. . Bloomberg. 21 May 2012  [21 May 2012]. （原始内容存档于24 May 2012）.
173. ↑  . FC Bayern Munich. 1 August 2014  [28 May 2019]. （原始内容存档于2018-02-12）.
174. ↑  . 新华网. 2017-03-23  [2021-08-13]. （原始内容存档于2021-08-13）.
175. ↑  . Forbes.   [2024-05-23]. （原始内容存档于2025-02-12）.
176. 1 2  . FC Bayern Munich official website.   [2013-06-10]. （原始内容存档于2012-09-28）.
177. ↑  . FC Bayern Fanclub Hofherrnweiler e.V.   [2009-07-20]. （原始内容存档于2015-12-30）.
178. ↑  Schulze-Marmeling 2003，第449頁.
179. ↑  Schulze-Marmeling 2003，第430-432頁
180. ↑  . FC Bayern Munich official website. 2009-05-31  [2009-07-20]. （原始内容存档于2012-02-17）.
181. ↑  Schulze-Marmeling 2003，第587-588頁
182. ↑  Holden, Kit. . The Independent. 2012-05-16  [2012-05-20]. （原始内容存档于2012-05-19）.
183. ↑  . Sports Illustrated. 2012-02-06  [2012-05-20]. （原始内容存档于2012-07-06）.
184. ↑  Koylu, Enis. . Goal.com. 2012-02-06  [2012-05-20]. （原始内容存档于2014-03-08）.
185. ↑  （中文）亚琛破产深陷危机 拜仁将与谢晖老东家踢友谊赛 （页面存档备份，存于）. 搜狐. 2012-12-03.
186. ↑  . FC Bayern Munuch. 14 July 2013  [22 July 2013]. （原始内容存档于18 July 2013）.
187. ↑  . fcbayern.com.   [17 December 2018]. （原始内容存档于2021-11-04）.
188. ↑  . fcbayern.com.   [3 June 2019]. （原始内容存档于2021-08-18）.
189. ↑  . fcbayern.com.   [3 June 2019]. （原始内容存档于2021-08-18）.
190. ↑  Veth, Manuel. .   [10 August 2020]. （原始内容存档于2021-05-23）.
191. ↑  . SZ Online. 5 January 2015  [6 January 2015]. （原始内容存档于5 January 2015）.
192. ↑  . sportindustry.biz. 17 June 2016  [15 November 2020]. （原始内容存档于2020-10-29）.
193. 1 2  . FC Bayern Munich Official Website. 2008  [2008-08-12]. （原始内容存档于2011-10-24）.
194. 1 2  . FC Bayern Munich Official Website. 2008  [2008-08-12]. （原始内容存档于2012-05-23）.
195. ↑  . FC Bayern Munich Official Website. 2008  [2008-08-14]. （原始内容存档于2012-05-23）.
196. ↑  . spiegel.de. Der Spiegel. 2015-10-17  [2016-05-17]. （原始内容存档于2016-05-29）.
197. ↑  . fcbayern.de.   [2017-10-25]. （原始内容存档于2017-10-26）.
198. ↑  （中文）. 人民网. 2013-05-17  [2013-06-08]. （原始内容存档于2014-04-15）.
199. ↑   (PDF). uefa.com. uefa. 2009  [2009-08-30]. （原始内容存档 (PDF)于2012-01-12）.
200. ↑  
.   [2024-05-18]. （原始内容存档于2024-05-23）.
201. ↑  . The official FC Bayern Munich Website. 2008-08-15  [2008-09-02]. （原始内容存档于2012-05-23）.
202. ↑  . The official FC Bayern Munich Website. 2012  [2012-08-15]. （原始内容存档于2013-05-27）.
203. ↑  . The official FC Bayern Munich Website. 2005-06-01  [2007-11-24]. （原始内容存档于2012-06-12）.
204. 1 2 3  {{cite web|title=Organe des FC Bayern München eV|url=https://fcbayern.com/de/club/fcb-ev%7Cpublisher=FC Bayern Munich|accessdate=2023-09-15}0}
205. 1 2 3 4 5 6 7 8 9  . FC Bayern Munich. 2023-05-31  [2023-09-15]. （原始内容存档于2023-10-06）.
206. ↑  . fcbayern.de. 2015  [2016-07-03]. （原始内容存档于2016-07-01）.
207. ↑  Schulze-Marmeling 2003，第595頁.
208. ↑  . SPIEGEL Online.   [2013-06-13]. （原始内容存档于2014-04-15）.
209. ↑  . BBC. 2013-05-08  [2013-05-26]. （原始内容存档于2013-06-09）.
210. ↑  . Goal.com. 2013-05-07  [2013-05-26]. （原始内容存档于2013-06-07）.
211. ↑  . 腾讯. 2020-07-06  [2021-08-20]. （原始内容存档于2021-08-20）.
212. ↑  . FC Bayern Munich Official Website. 2016  [2017-02-17]. （原始内容存档于2016-10-12）.
213. ↑  . Bayern Munich. Unknown  [2006-11-01]. （原始内容存档于2006-11-09）.
214. ↑  .   [2006-11-04]. （原始内容存档于2007-09-28）.
215. ↑  .   [2006-11-01]. （原始内容存档于2007-09-28）.
216. ↑  . FC Bayern Munich Official Web Site. 2008  [2008-08-11]. （原始内容存档于2012-05-31）.
217. ↑  kicker.de: FC Bayern ist Pokalsieger - im dritten Anlauf! （页面存档备份，存于）
218. ↑  . fcbayern.com. FC Bayern München. 2017  [26 February 2017]. （原始内容存档于27 February 2017） （德语）.
219. ↑   [Homepage – FC Bayern Basketball]. fcb-basketball.de. FC Bayern München. 2017  [26 February 2017]. （原始内容存档于27 February 2017） （德语）.
220. ↑  （中文）. 拜仁慕尼黑官方网站.   [2013-06-07]. （原始内容存档于2013-07-24）.
221. ↑  （中文）. 拜仁慕尼黑官方网站.   [2013-06-07]. （原始内容存档于2013-07-24）.
222. ↑  （中文）. 拜仁慕尼黑官方网站.   [2013-06-07]. （原始内容存档于2013-07-24）.
223. ↑  （中文）. 拜仁慕尼黑官方网站.   [2013-06-07]. （原始内容存档于2013-07-24）.
224. ↑  （中文）. 拜仁慕尼黑官方网站.   [2013-06-07]. （原始内容存档于2013-07-24）.
225. ↑  （中文）. 拜仁慕尼黑官方网站.   [2013-06-07]. （原始内容存档于2013-07-24）.
226. ↑  （中文）. 拜仁慕尼黑官方网站.   [2013-06-07]. （原始内容存档于2013-07-22）.